# 水曜ミステリー9
『水曜ミステリー9』（すいようミステリーナイン）は、TXN系列のテレビ東京とBSテレビ東京（旧・BSジャパン）（BSデジタル局）が共同で制作する1話完結の2時間サスペンスドラマ番組の総称である。
2005年4月20日から2009年3月4日まで第1期が放送され、2011年10月5日から第2期として放送を再開したが、2015年9月16日をもって本枠単独扱いでの放送を終了し、同年10月7日から、新総合単発2時間枠『水曜エンタ』の一企画として放送されていたが、2017年2月8日で終了した。

## 概要

### 第1期
地上波TXN系列各局とBSジャパンで同時放送されている『年忘れにっぽんの歌』などと同様に、BSジャパンも制作に参加している。これにより、地上波民放の番組を系列BSデジタル局で二次使用する際の障壁となっている権利上の問題（主に出演者の肖像権）をクリアしていた。
地上波TXN系列各局では毎週水曜日21:00から『水曜ミステリー9』のタイトルで、BSジャパンでは毎週日曜日21:00から『BSミステリー』のタイトルで、それぞれ放送されていた。オープニングCGとメインテーマ曲は『水曜ミステリー9』『BSミステリー』共に同一のものを使用し、タイトルロゴのみ差し替えられていた。また、テレビ東京・BSジャパンを除く系列局(再放送)と非TXN局(番販)が番組タイトルを独自のものに差し替えられる様、オープニングCGにタイトルロゴ(曜日)が入っていないバージョンも用意されていた(前身の旧「女と愛とミステリー」およびドラマ枠としての旧「水曜シアター9」についても同様)。
次回予告は、番組終了時の他、途中のCM枠内でも放送されていた。前者は次回のみ、後者は次回と次々回の作品の予告が流れていた。
同時・時差に関係なく、TXN系列局以外での放送は、提供スポンサー（コマーシャル）が各局独自のものへ差し替えとなっていた。BSジャパンは地上波TXN系列と若干スポンサーが異なり、ノンスポンサーで放送される場合もあった（この場合は提供クレジット部分にBSジャパンのロゴが表示される）。地上波との間でCM枠が共通化されていた番組開始当時に比べて、BSジャパンに番組を提供しているスポンサーの数は次第に減少。先行放送が廃止されて番組の後半（22時台）がノンスポンサード扱いとなった2008年以降、（BSの）番組宣伝や旧公共広告機構（現：ACジャパン）の啓発広告、通販会社の商品紹介などでCM枠を埋めざるを得なくなっていた。
同枠は、2009年3月4日の松本清張原作の『黒の奔流』の放送をもって一旦終了し、4月からは同じく3月で終了となる『木曜洋画劇場』と統合する形でサスペンスドラマや映画を放送する『水曜シアター9』となる。なお、統合にあたって当番組は存続番組に当たるため、終了や番組名変更に関するアナウンスは一切行われなかった。しかし、水曜シアター9への移行から約1クール（3か月）は一切サスペンスドラマが放送されなかった。同年7月1日放送分の「密会の宿7」（岡江久美子主演）より3週連続でサスペンス作品が放送される事になったが、これら3作品は元々水曜ミステリー9の作品として数か月前に放送される予定だったものであり、オープニングCGもバラの花をモチーフにした新しいものに変更されていた。
権利上の問題で地上波の旧木曜洋画劇場から継承された洋画作品についてはBSジャパンでの時差放送は見送られ、旧水曜ミステリー9（BSミステリー）枠で放送されたサスペンス作品の再放送に差し替えられていた。新作サスペンスに関してはこれまで通り「BSミステリー」として、地上波（水曜シアター9）と同じデザインにオープニングCGを変更して放送を継続していた。

### 第2期
2009年4月から『水曜シアター9』が放送されていたが、2010年秋の大幅改編で終了。それと同時に、2001年にスタートした『女と愛とミステリー』から続いていたテレビ東京の水曜日の21・22時台の2時間枠が、ミニ番組を挟んで1時間枠ずつの2番組へと分割されることになった（21時台は新番組『料理の怪人』が開始〈2011年2月9日で終了〉→『シアターGOLD』、22時台は『やりすぎコージー』が月曜21時から移動）。
「水曜シアター9」の終了→枠分割により、『木曜洋画劇場』以来42年半続いてきたテレビ東京系列における21時スタートの2時間枠も一旦消滅。代替番組として2010年10月から、月曜20・21時台で単発特別番組枠『月曜プレミア!』が開始された。
2011年秋の改編で、同年4月から始まった水曜21時台の『シアターGOLD』は9月21日放送分、22時台の『やりすぎコージー』は9月14日放送分をもって終了。それと同時に同年10月5日から当番組が第1期と同じ21:00 - 22:48の放送で再開する事が決定、同年10月5日放送の「鉄道警察官・清村公三郎7」（主演・小林稔侍、共演者は戸田恵子、丘みつ子、近藤正臣、根岸季衣ほか）が再開第1弾作品となった。
これにより、テレビ東京の水曜日の21・22時台の2時間枠が1年ぶりに復活した。
OPのタイトルロゴ（字体）は第1期・水曜シアター9期で採用されていた斜体から立体に、CGアニメーションは蝶をモチーフにしたデザインにそれぞれ一新されたものの、メインテーマ曲は第1期と同一であり、テレビ東京・BSジャパンによる共同制作体制も維持されている。ただし、1週間以内の時差で遅れネットがBSジャパンでも実施されていた第1期とは異なり、第2期では他系列の地方局および県域独立局への番組販売取引の拡大を図る目的でBSでの放送は一旦見送られ、未放送状態が続いていたが、2012年4月1日より第一期と同じ「BSミステリー」のタイトル（ロゴも第2期に合わせたものに変更）で、対地上波比約半年遅れの時差放送が再開される事になった（字幕放送は第1期とは異なり実施されない）。なお、キー局（テレビ東京）では、第2期の開始に併せる形で再放送枠（『日曜ミステリー』と『傑作ミステリー』）のOP（作品名のみ表示）も第2期版（上記）をベースにしたものに変更されている。
他局の類似枠（テレビ朝日系列の土曜ワイド劇場など）で実施されている視覚障害者向けの解説放送はこれまで行なっていなかったが、2012年4月18日放送の「作家探偵・山村美紗 京都・東山 密室トリック殺人事件」（主演：浅野ゆう子）で初めて実施される（解説放送ナレーションは村山明が担当）。その他、サスペンスドラマ番組としての「水曜シアター9」が終了した2010年3月以前に制作された作品を「日曜ミステリー」枠（テレビ東京の場合）など再放送する際に追加される場合がある。
同年11月には「松本清張特別企画」が3週連続で放送され、復活ぶりをアピールしたが、歴史的な低視聴率で短命に終わった『旧月曜22時枠連続ドラマ』に替わる番組として急遽再開が決まった経緯もあり、準備期間の不足は否めず、ほとんどの作品が完成とほぼ同時にオンエアに回される状態が続いている。
また、番組の安定的な継続にはその協力が不可欠とされるスポンサー企業の獲得も順調に進んでいるとは言い難く、ネットセールス枠は普通2時間番組ならば12分が一般的だがその半分程である。
次回予告は、22時20分前後辺りの途中のCM内に放送される。また、番組終了時では、次回予告と次々回の作品の予告が流れている。
2012年6月から『日曜ミステリー』枠でも第2期の再放送が行われることになった。また、当番組で行われていなった視覚障害者向けの解説放送が追加されている。
2012年12月12日は当初、麻生祐未主演の『特命おばさん検事! 花村絢乃の事件ファイル』が放送される予定だったが、『松本清張没後20年特別企画　事故〜黒い画集〜 』に変更になったため、『特命おばさん検事! 花村絢乃の事件ファイル』は同年12月26日に放送されることになった。
2013年5月1日は『水曜ミステリー9 400回記念 捜査検事 近松茂道13 せとうち望郷殺人事件』が放送された。前述の通り『水曜ミステリー9』としては200回余りのため前身の『水曜女と愛とミステリー』と『水曜シアター9』で放送された一部を合算した数になっている。
2013年10月より1クールの予定で、テレビ東京開局50周年記念企画の一環として、現水曜21時枠で制作中の人気シリーズ「刑事吉永誠一 涙の事件簿」（船越英一郎主演）の連続ドラマ版が金曜20時枠で放送された。
2014年1月から再開以来使われていたタイトルロゴやCGアニメーション、そして第1期から使われていたメインテーマ曲が2代目に変更される（タイトルロゴのみ公式サイト上では放送に先駆け2013年12月25日より変更されている）
2014年9月17日から10月8日までの4週間は「〜特選! 秋の旅情サスペンス〜」として放送された。
2015年9月16日をもって本枠の単独扱いでの放送を終了した。

### 水曜エンタの一企画時代
2015年10月7日より『水曜エンタ』を放送開始することとなり、その第1回が『水曜ミステリー9』の「逆転弁護士ヤブハラ2 京都・十七年前の真実」である。当初10月7日は「多摩南署たたき上げ刑事・近松丙吉」を放送する予定だったが、「逆転弁護士ヤブハラ2 京都・十七年前の真実」に変更になった。なお、『水曜エンタ』では、それ以降も不定期で本枠内・外のドラマも放送する。なお、当初2015年10月7日に放送する予定だった「多摩南署たたき上げ刑事・近松丙吉」は2016年6月1日に変更する予定だったが、1週間前の2016年5月25日に放送する予定であった『共犯 元刑事 永井耕作の誘拐捜査』が『2016年全仏オープンテニス』中継に差し替えられたため休止となり、同年6月1日に変更になったため、2度の放送延期になった。
また同日からは、20:00番組（通常は『ソレダメ!〜あなたの常識は非常識!?〜』）からの接続はステブレレスに変更、同時にOPタイトルも廃止され、いきなりドラマ本編（10月7日のみドラマの内容紹介の後ドラマ本編）になったため、開始時にタイトルロゴが左上に5秒ほど表示される。
2015年10月28日から11月11日までの3週間は「〜特選! 秋の旅情サスペンス〜」として放送された。
2016年7月6日は「水曜ミステリー９特別企画　乃南アサ サスペンス」『鎖 女刑事 音道貴子』として放送された。
2016年7月6日から番組公式サイトで番組特製クオカード5000円分が当たるプレゼントクイズを開始した。
2016年9月14日に「検事・沢木正夫4 自首」が放送されて以降3か月にわたりミステリーが1回も放送されていなかったが、2016年12月14日に「駐在刑事4」が放送されてからは、2017年1月4日を除いて新作を2017年2月8日まで毎週放送された。
2017年4月改編で、『家、ついて行ってイイですか?』が土曜19:54 - 20:54枠から枠移動・拡大が決まり、『水曜エンタ』そのものが同年3月22日をもって終了したため、同番組の一企画扱いの『水曜ミステリー9』は2017年2月8日に放送された『トカゲの女3 警視庁特殊犯罪バイク班』が最後となったが、以降も不定期でドラマが放送されている。なお、新作のミステリーは3月5日・19日・26日の『日曜ミステリー』（関東ローカル）の枠で放送された。
2017年4月から同時間に放送されている『家、ついて行ってイイですか?』が、2018年2月から水曜21:00 - 22:48の２時間から水曜21:00 - 21:54の54分番組に変更し、水曜21:54 - 22:48に連続ドラマ『バイプレイヤーズ〜もしも名脇役がテレ東朝ドラで無人島生活したら〜』が放送されるため、当番組から続いてきた水曜21:00 - 22:48の２時間枠が廃止され、2011年9月以来6年5か月ぶりに1時間枠ずつの2番組へと分割されることになると同時に、水曜22時台のみドラマ枠になったが、2018年4月から水曜21:54 - 22:48の連続ドラマ枠と月曜22時台の『日経スペシャル 未来世紀ジパング〜沸騰現場の経済学〜』との事実上の枠交換により、月曜22時台が6年半（7年）ぶりに連続ドラマ枠『ドラマBiz』として復活。
同枠終了後の2017年4月以降、同時間や『金曜8時のドラマ』枠などで不定期に特別企画として、ミステリーなどの2時間ドラマが放送されていたが、2020年4月より毎週月曜20:00 - 21:54にミステリーなどの2時間ドラマを中心に、『世界!ニッポン行きたい人応援団』等のバラエティも放送する単発特番枠『月曜プレミア8』が設置されることになった。

## 放送形態

### 第1期
放送開始以来全編ハイビジョン(HD)制作となっているが、16:9のHD画質で観るには地上デジタル（またはBSデジタル）帯で番組を視聴する必要があった。従来の地上アナログ帯では4:3（サイドカット）のSD（標準）画質にダウンコンバートされた状態での放送となる。県域独立局の一部（ぎふチャン・びわ湖放送）で行われている地上波TXN系列局との同時放送についても放送回線の更新（デジタル化）後はHD・字幕放送対応になった。
上記2局を除く県域独立局および他系列の地方局に向けて納品されている時差放送用のビデオテープに関しては未だ2つの仕様（16:9のHD収録と4:3のSD収録）が混在している状態で、SD仕様のテープをデジタル帯でアップコンバート再生している放送局が少なくない。地上デジタル放送開始後も4:3のSD画質による放送が主流だった旧『水曜女と愛とミステリー』時代の作品についても地上波各局が放送設備のデジタル化を急ピッチで進める中、16:9のHD画質で放送される事が多くなっているが、レターボックス(LB)のSD画質で収録されたテープをそのままアップコンバートする事に起因する「額縁放送」（受信機器の仕様によっては「超額縁」となる場合も）の問題も一部の局では発生している。
地上波での放送がすべて4:3のSD画質（アップコンバート）で、16:9のHD画質で視聴するにはBSジャパンを受信する以外になかった女と愛とミステリー時代の作品は、アスペクト（縦横）比に応じてサブタイトル（作品名）・EDロールなどの位置が異なっていたが、地上波での送出マスターの更新（HD化）後に始まった当番組は、サイドカット処理（アナログ帯での同時放送）に対応するため、あらかじめ挿入位置がカット・ラインの内側に収まるように調整されていた。
ステレオ放送と聴覚障害者向けの字幕放送は3つの帯域すべて（地上デジタル・地上アナログ・BSデジタル）で行われていたが、再放送回も含めて字幕放送を完全に実施しているのは当初テレビ東京だけであったが、後にテレビ愛知とテレビ大阪でも実施するようになった。テレビ北海道、テレビせとうち、TVQ九州放送およびBSジャパンでは通常初回放送に限り字幕の有無を選択できていた。

### 第2期
デジタル方式への完全移行に伴いサイドカット処理（地上波）が一切不要となった為、かつてBSジャパン向けに納品されていた旧女と愛とミステリー作品と同様、OPアニメーションやタイトルバック、EDロールなどのデザイン・レイアウトが16:9のワイド画面を意識したものに変更された。
また、第2期では番組ロゴがOPアニメーションとの一体感をより強調したデザインに刷新。系列外・県域独立局(同時ネット局を除く)に対しても、オリジナル版(ロゴ入り)と同じものが供給される様になった為、第1期に比べ独自の判断でオープニングのカットを行う時差ネット局が増えている。

## 放送日時についての特記事項

### 第1期
TXN系列局および地上波で同時ネットを実施しているぎふチャンとびわ湖放送の放送開始時刻はこれまでの20:54から21:00に変更されたが、終了時刻が従来通り22:48のまま据え置かれたため、結果的に放送時間が6分短縮、現行の2時間サスペンスドラマ枠では最も尺長が短い番組となってしまった。
年度切り替え期間中（3月下旬から4月上旬）は特別番組（地上波限定）の放送に伴う休止が特に多く、BSジャパンでの時差放送が4日遅れまたは先行放送に急遽変更となる場合も珍しくなかった。番組がスタートした2005年4月下旬から2007年9月末までは原則的にBSジャパンでの放送がTXN系地上波各局より3日先行していたが、同年10月第1週よりBSでの放送が地上波より4日遅れのディレイ放送に変更される。翌11月第3週より一旦はBS先行に戻ったものの、『BSミステリー』の22時台（後半）がノンスポンサード扱いとなった2008年以降は地上波先行に再変更された（2009年3月下旬の『水曜ミステリー9』終了まで）。ちなみに、後継番組『水曜シアター9』で放送中のサスペンス作品も地上波での放送がBSより4日先行で実施されているため、民放キー局系のドラマ番組のうち系列BS局での放送がキー局より先行しているものは現在1本もない。
年に数回『水曜ミステリー9』枠で放送されていた（『水曜シアター9』開始後も継続）いわゆる「ドラマスペシャル」に関しては、BSジャパンでの時差放送を前提とした権利処理手続きの対象外となるため、BSでは放送されず、別番組（『BSミステリーアンコール』など）への差し替えが行われていた。
1か月に1回程度『いい旅・夢気分』の3時間（または2時間）特番などで番組自体が休止となっていた。また、番組後期にはスポーツ中継に伴う休止も増えていた。
日曜日に国政選挙の開票速報またはスポーツ中継の延長に対応するための別番組が組まれている場合、BSでの放送が前日（土曜日）に繰り上げられる事があった（4日遅れ→3日遅れ）。

### 第2期
TXN系列局および地上波で同時ネットを実施しているぎふチャン・びわ湖放送・テレビ和歌山の放送開始時刻は、第1期と同じ21:00から22:48のままである。第1期は1か月に1回程度『いい旅・夢気分』の3時間（または2時間）特番などで番組自体が休止となっていた。しかし再開以降2011年10月から2013年2月までの間、2011年10月19日（『懐かしの昭和メロディ』）、2011年11月23日、2012年3月21日、2012年10月10日、2012年11月21日、2013年3月20日（『いい旅・夢気分3時間スペシャル』）、2012年3月14日（『向田邦子ドラマスペシャル蛇蠍のごと』）、2012年3月28日（『世界卓球2012』）、2012年4月25日（『感動シネマ特別企画「毎日かあさん」』）、2012年8月8日（『ロンドンオリンピック2012中継』）、2012年9月5日（『「アウトレイジ ビヨンド」公開記念シネマスペシャル「アウトレイジ」』）、2012年9月12日（『ドラマスペシャル 親父がくれた秘密〜下荒井5兄弟の帰郷〜』）、2012年12月5日（『激録・警察密着24時!!』）、2013年1月2日（『新春ワイド時代劇 白虎隊〜敗れざる者たち』）、2013年1月16日（『真相解明!久米宏スペシャル第５弾・実は日本人はデフレが大好きだった!』）のわずか15回の休止にとどまり、ほぼ毎週休まず新作を放送し続けていた。2013年3月以降は第1期と同様1か月に1回程度『いい旅・夢気分』→『にっぽん!いい旅』などの3時間（または2時間）特番などで番組自体が休止となっている。
2014年春の改編で、2001年10月から12年半続いた水曜19時台のアニメ枠が終了し、2014年4月から音楽バラエティ番組『THEカラオケ★バトル』になったため、『にっぽん!いい旅』の2時間特番は18:57 - 20:49枠で放送されるようになったため、『にっぽん!いい旅』の特番での休止は減っている。
2012年4月1日より、制作に係わりながら放送していなかったBSジャパンが時差放送で再開したが、各作品の放送順序は地上波のそれと必ずしも一致していない。また、CM・番宣などを合算した放送枠の尺長が地上波では第1期(およびドラマ番組としての旧水曜シアター9)と同じ108分となっているのに対し、BSジャパンでは地上波よりも約7分長い115分となっている(第2期 - )。タイムCM枠の定着が進まず、番組が事実上ノンスポンサード化する中、本編とは無関係なパーティシペーション(PT)で穴埋めせざるを得ない状況が続いている事に加え、後者には通販系を中心に尺が1分以上あるスポットCMが少なくない為である。2015年1月以降、BSでの新作の放送は滞りがちとなっており、旧作の再放送が2時間繰り上げ（19時 - ）で実施されたり、これまで再放送枠と位置づけられていた「傑作ミステリー」枠(日曜12時 - )に新作が割り振られる週もあるなど、枠そのものが流動化している。

## 放送作品について

### 第1期
初回放送（リニューアル第1作目）は松本清張原作『渡された場面』（三浦友和主演）で、30分拡大放送となった。BSジャパンで2005年4月17日（日曜日）に先行放送、続いて地上波（TXN系列局・ぎふチャン・びわ湖放送）で同月20日（水曜日）に放送された。
旧『月曜・女のサスペンス』（月曜21時枠）の制作スタッフ（局側）でもあった佐々木彰氏（初代統括プロデューサー）らが再結集する形で立ち上げられた旧『女と愛とミステリー』が原作に忠実な作劇に徹していたのに対し、『水曜ミステリー9』ではオリジナル脚本に原作の設定・トリックを組み込むパターンが増加。この傾向は日本テレビ系列で放送されていた旧『火曜サスペンス劇場』の制作スタッフが同番組の終了（2005年秋）に合わせる形で活動の場を水曜21時枠（テレビ東京系列）に移した事でさらに強まる。故に、旧枠（女と愛とミステリー）から引き継いだシリーズであっても、リニューアルの前と後では作風が大きく異なるケースが珍しくない。

### 第2期
初回放送（復活第1作目）は「鉄道警察官・清村公三郎7」（小林稔侍主演）で、2011年10月5日（水曜日）に放送された。
2011年10月〜2011年12月までは、主に、『女と愛とミステリー』や『水曜ミステリー9（第1期）』でシリーズ化された作品を中心に放送されている。
2012年1月からは、旧水曜21時枠時代にシリーズ化された作品と共に、新シリーズへの将来的な昇格を目的としたものと思われる単発作品の放送にも力を入れている（ - 現在）。
2001年1月以降（中断期間を除く）、番組枠の前半（21時台）が『テレビ朝日水曜21時枠刑事ドラマ』枠と裏表で対峙する関係に置かれている為、東映が制作に携わったドラマ作品の放送は皆無となっているが、映画との混合編成枠であった『水曜シアター9』時代には、同社制作の邦画作品が一度だけ放送された事がある。

### 水曜エンタ・水曜ミステリー9
『水曜エンタ・水曜ミステリー9』での初回放送（第1作目）は「逆転弁護士ヤブハラ2 京都・十七年前の真実」（長塚京三主演）で、2015年10月7日（水曜日）に放送された。
『水曜エンタ・水曜ミステリー9』では、主に、2012年以降に開始したシリーズ作品を中心に放送されている。

## ゴールデンタイムでの再放送開始（第1期）
広告収入の激減で番組制作費の継続的な調達が困難になった結果、新作と別番組（『いい旅・夢気分3時間SP』など）を交互に放送しながら作品ストックの不足を補う従来の放送形態を維持する事すら困難となり、2008年11月より新作の放送は月1回のみとなった（BSジャパンとの共同制作は継続）。そのため、残りの週については以下の方式が採用された。
- 地上波（テレビ東京系列・水曜21時枠）

毎月1回の頻度で放送されていた『いい旅SP』と、過去に自系列で制作した単発ドラマ（旧女と愛とミステリー時代の作品や別枠で放送した非サスペンス系の単発ドラマも含む）の再放送で穴埋め。旧枠時代の作品の再放送時は放送時間尺の関係上22:54までの放送となり、以降の番組は6分繰り下げられた。
- BSジャパン（日曜21時枠）

当初は地上波での再放送が決まったドラマ作品をそのままBSでも再放送する予定だったが、権利上の問題などにより見送られた。結局、2008年11月上旬から新作の放送が再開された同年末までの休止期（約2か月）の間にサスペンス作品がこの枠で再放送されたのは1回（初回放送から1年半以上経過していないもの）のみで、BSジャパンが独自制作した長編紀行番組などで代替された。
ただし、『木曜洋画劇場』との統合に伴う縮小リニューアル（→『水曜シアター9』）の流れがほぼ確定した翌年の1月から3月までの約3か月間はドラマスペシャル（地上波のみ）や旅番組などにより若干の休止が入る事はあったものの、新作のみの放送に戻っていた。

## 放映作品

### シリーズ作品（女と愛とミステリーから）
- 不倫調査員・片山由美 主演：池上季実子 原作：山村美紗 製作：レオナ企画
- 新・犯罪交渉人百合子 主演：市原悦子[注 4]原作：毛利元貞 製作：角川映画（前・トスカドメイン）
- 旅行作家・茶屋次郎 主演：橋爪功 原作：梓林太郎 製作：オセロット
- 多摩南署たたき上げ刑事・近松丙吉 主演：伊東四朗 製作：ザ・ワークス
- 新・監察医・篠宮葉月 死体は語る 主演：高島礼子 原作：上野正彦 製作：角川ヘラルド映画（前・角川映画）
- 捜査検事・近松茂道 主演：高橋英樹 原作：高木彬光 製作：TSP ※
- さすらい署長 風間昭平 主演：北大路欣也 原作：中津文彦 製作：C.A.L
- 密会の宿 主演：岡江久美子 原作：佐野洋 製作：国際放映 ※
- 警視庁強行犯係・樋口顕 主演：内藤剛志 原作：今野敏
- 警察大学校 日丸教授の事件ノート[注 5]主演：小林稔侍 原作：佐竹一彦
- 刑事吉永誠一 涙の事件簿 主演：船越英一郎 原作：黒川博行 製作：ホリプロ - 2013年10月から『金曜8時のドラマ』枠で連続ドラマ化。

### シリーズ作品（第1期・第2期）
- 鉄道警察官・清村公三郎 主演：小林稔侍 原作：島田一男 製作：IMAGICAディーシー21 ※
- 湯けむりドクター華岡万里子の温泉事件簿 主演：かたせ梨乃 製作：テレパック
- 刑事の証明 主演：村上弘明 原作：森村誠一 製作：国際放映（第1作）／俳優座（第2作 - ）
- 街占師 〜北白川晶子の事件占い〜 主演：高畑淳子 原作：姉小路祐

### シリーズ作品（第2期から）
- ガンリキ 警部補・鬼島弥一 主演：中村梅雀 製作：G・カンパニー
- 落としの鬼 刑事 澤千夏 主演：泉ピン子
- 鑑識特捜班・九条礼子〜骨を知る女〜 主演：渡辺えり 製作：ファインエンターテイメント
- 女三代 如月法律事務所 主演：竹下景子 製作：ビデオフォーカス
- みちのく麺食い記者 宮沢賢一郎 主演：髙嶋政宏 原作：相場英雄 製作：ユニオン映画
- 作家探偵・山村美紗 主演：浅野ゆう子 原作：山村美紗 製作：PROTX
- 嘘の証明 犯罪心理分析官・梶原圭子 主演：片平なぎさ
- 温泉女将ふたりの事件簿 主演：菊川怜
- 葬儀屋松子の事件簿 主演：名取裕子
- 信州山岳刑事 道原伝吉 主演：松平健 原作：梓林太郎
- 介護ヘルパー紫雨子の事件簿 主演：斉藤由貴
- 看護師・戸田鮎子の推理カルテ 主演：本仮屋ユイカ 原作：山村美紗
- 内田康夫サスペンス 主演：遠藤憲一 原作：内田康夫
- ホテルGメン 具志堅陽子の殺人推理 主演：浅野温子 製作：国際放映
- 刑事ガサ姫 -警視庁特命家宅捜索班- 主演：戸田恵子
- 北海道警事件ファイル 警部補 五条聖子 主演：若村麻由美
- 特命おばさん検事! 花村絢乃の事件ファイル 主演：麻生祐未
- トラベルライター青木亜木子 主演：友近[注 6]原作：西村京太郎
- 刑事長 主演：中村雅俊 原作：姉小路祐
- 浅草下町通交番 子連れ巡査の捜査日誌 主演：山口智充
- 検事・沢木正夫 主演：寺脇康文 原作：小杉健治
- 嫌われ監察官 音無一六〜警察内部調査の鬼〜 主演：小日向文世
- 駐在刑事 主演：寺島進 原作：笹本稜平
- 金沢のコロンボ 主演：三宅裕司
- ソタイ 組織犯罪対策課 主演：遠藤憲一
- ドクターハート 薮田公介の事件カルテ 主演：中村梅雀
- トカゲの女 警視庁特殊犯罪バイク班 主演：黒谷友香
- 逆転弁護士ヤブハラ 主演：長塚京三 原作：夏樹静子
- 諏訪のスゴ腕警察医 主演：高橋英樹
- 犯罪科学分析室 電子の標的 主演：伊原剛志 原作：濱嘉之

### シリーズ作品（水曜エンタ・水曜ミステリー9から）
- 警視庁特命刑事☆二人 主演：松重豊 原作：佐々木譲

### シリーズ作品（第1期まで）
- 北アルプス山岳救助隊・紫門一鬼 主演：髙嶋政宏 原作：梓林太郎 製作：テレパック
- 事件記者 浦上伸介 主演：髙嶋政伸 原作：津村秀介 製作：ファインエンターテイメント
- 信濃のコロンボ事件ファイル 主演：中村梅雀 原作：内田康夫 製作：G・カンパニー ※
- 篝警部補の事件簿 主演：榎木孝明 原作：浅黄斑 製作：IMAGICAディーシー21
- 猪熊夫婦の駐在日誌 主演：研ナオコ 原作：佐竹一彦 製作：角川映画
- 新米事件記者・三咲 主演：菊川怜 製作：共同テレビジョン
- 神楽坂署生活安全課 主演：舘ひろし 原作：逢坂剛 製作：ニューウェーヴ
- 警察署長・たそがれ正治郎 主演：片岡鶴太郎 原作：松田美智子 製作：日本映像
- 警視庁黒豆コンビ 主演：大地康雄 原作：黒川博行 製作：ニューウェーヴ
- 農家の嫁は弁護士!神谷純子のふるさと事件簿 主演：浅野ゆう子 製作：ファインエンターテイメント
- 久留島刑事シリーズ 主演：上川隆也 原作：エド・マクベイン
- 芸者小春姐さん奮闘記 主演：十朱幸代 製作：C.A.L ※
- 指紋捜査官・塚原宇平の神業 主演：橋爪功 原作：塚本宇兵 製作：東宝
- ブランド刑事 主演：東ちづる 製作：共同テレビジョン
- ドクター・ヨシカの犯罪カルテ 主演：木の実ナナ 製作：セントラルアーツ
- 銀座高級クラブママ青山みゆき 主演：名取裕子 製作：ホリプロ
- 港町人情ナース 主演：泉ピン子
- シロクマ園長 命の事件簿 主演：西郷輝彦 製作：東通企画
- 女かけこみ寺刑事 大石水穂 主演：片平なぎさ 製作：ホリプロ ※

※旧水曜シアター9枠でも続編、もしくは旧作（再）が放送されたシリーズ

### 単発作品

#### 第1期
- 渡された場面（2005年4月20日） 主演：三浦友和 原作：松本清張（30分拡大）
- 検察官キソガワ（2005年4月27日） 主演：髙嶋政伸 原作：鈴木あつむ
- 約束〜いつか、虹の向こうへ（2005年8月3日） 主演：石田純一 原作：伊岡瞬
- 二つの嘘〜同窓会殺人事件!（2005年8月17日） 主演：田中好子 原作：新津きよみ
- 家政婦春子 他人の不幸は蜜の味−嫁姑 殺意の接点－（2005年10月5日） 主演：泉ピン子
- 銀座高級クラブママvs 熱海老舗旅館女将（2005年11月30日）主演：名取裕子、草笛光子
- 下町・おかず横丁殺人事件簿（2005年12月21日） 主演：原日出子
- 食い道楽!出張料理人 亀崎源一（2006年2月8日） 主演：渡瀬恒彦
- 作家・如月祥子の事件ルポ（2006年2月15日） 主演：賀来千香子 原作：和久峻三
- 子だくさん刑事（2006年6月21日） 主演：浅野温子
- 追いつめる〜定年刑事最後の張り込み（2006年7月5日） 主演：藤田まこと 原作：森詠
- ハマの子宝先生24時（2006年7月12日） 主演：愛川欽也
- 強き蟻（2006年7月19日） 主演：若村麻由美 原作：松本清張（30分拡大）
- 大漁!釣り船弁護士（2006年7月26日） 主演：古谷一行
- 神の目の女刑事・鷹子（2007年1月31日） 主演：岡江久美子 原作：姉小路祐
- ボディーガード 主演：若村麻由美
- 黒い骨（2007年2月28日） 主演：片平なぎさ（12分拡大）
- 忘却の調べ〜オブビリオン（2007年5月30日） 主演：萬田久子 原作：大石直紀（30分拡大）
- 法廷荒らし 弁護士 猪狩文助（2007年11月21日） 主演：藤田まこと 原作：和久峻三
- 父からの手紙（2007年12月26日） 主演：檀れい 原作：小杉健治
- トラベルライター 榊佑子の殺人紀行（2008年1月30日） 主演：水野真紀 原作：西村京太郎
- 四文字の殺意 ひめごと（2008年2月6日） 主演：内山理名 原作：夏樹静子
- 不在宴会（2008年2月20日） 主演：三浦友和 原作：松本清張
- 誤算（2008年3月5日） 主演：羽田美智子 原作：松下麻理緒
- 名犬フーバーの事件簿 主演：里見浩太朗 原作：笠原靖
- 怨み屋本舗SP2・マインドコントロールの罠（2009年1月7日） 主演：木下あゆ美 原作：栗原正尚（42分拡大／地上波のみ）
- 付き人女優・安野すみれ 楽屋裏事件ファイル（2009年1月21日） 主演：南野陽子
- 湖に佇つ人（2009年1月28日） 主演：室井滋 原作：夏樹静子
- 動物病院・彩子の事件カルテ（2009年2月4日） 主演：沢口靖子
- 去りゆく日に（2009年2月25日） 主演：小林稔侍 原作：高村薫
- 松本清張生誕100周年特別企画・黒の奔流（2009年3月4日） 主演：船越英一郎 原作：松本清張

#### 第2期
- 松本清張 3週連続放送 第1弾 「張込み」（2011年11月2日） 主演：若村麻由美 原作：松本清張
- 松本清張 3週連続放送 第2弾 「鉢植を買う女」（2011年11月9日） 主演：余貴美子 原作：松本清張
- 松本清張 3週連続放送 第3弾 「聞かなかった場所」（2011年11月16日） 主演：名取裕子 原作：松本清張
- 偽証法廷（2012年4月4日） 主演：寺脇康文 原作：小杉健治
- Dr.門倉周平の事件カルテ（2012年9月26日） 主演：寺脇康文
- 松本清張没後20年特別企画 「事故〜黒い画集〜」（2012年12月12日） 主演：高橋克実 原作：松本清張
- 松本清張没後20年特別企画 「留守宅の事件」（2013年4月24日） 主演：寺尾聰 原作：松本清張
- 立証 離婚弁護士 香月佳美（2013年5月29日） 主演：富田靖子 原作：深谷忠記
- カメラマン亜愛一郎の迷宮推理（2013年11月13日） 主演：市川猿之助 原作：泡坂妻夫
- 逆光 保護司 笹本邦明の奔走（2014年1月29日） 主演：橋爪功 原作：水上勉
- マトリの女 厚生労働省 麻薬取締官（2014年2月19日）主演：眞野あずさ
- レアケース 生活保護課の殺人事件簿（2014年3月5日）主演：石塚英彦 原作：大門剛明
- 刑事の十字架（2014年5月7日）主演：陣内孝則 原作：西川司
- 横山秀夫特別企画 永遠の時効（2014年6月25日）主演：中村俊介 原作：横山秀夫
- 弁護士 水木邦夫 残り火（2014年10月29日）主演：伊東四朗 原作：小杉健治
- 冬の特選企画 罪火（2014年12月10日）主演：名取裕子 原作：大門剛明
- 借王〜華麗なる借金返済作戦〜（2014年12月17日）主演：哀川翔 原作：平井りゅうじ・土山しげる
- 最強の法廷 裁判官桜子と10人の評決（2015年1月14日）主演：財前直見
- 警視庁特捜対策室 迷宮捜査の女（2015年1月21日）主演：菊川怜
- 負け組法律事務所（2015年1月28日）主演：石塚英彦 原作：大門剛明
- 決断（2015年3月4日）主演：中村俊介 原作：小杉健治
- 春の特選サスペンス 事故調（2015年4月1日）主演：小澤征悦 原作：伊兼源太郎
- 弁護の鉄人 橘明日香（2015年6月3日） 主演：沢口靖子 原作：夏樹静子
- 激突!アラフィフ熟女刑事の事件簿（2015年6月10日） 主演：渡辺えり
- 黒星警部の密室捜査（2015年6月17日） 主演：陣内孝則 原作：折原一
- 保身（2015年7月1日） 主演：小泉孝太郎 原作：小杉健治
- 邪魔（2015年9月2日） 主演：石田ひかり 原作：奥田英朗

#### 水曜エンタ・水曜ミステリー9
- 軽井沢駐在犬日誌（2015年11月4日） 主演：小林稔侍
- お助け司法書士!（2015年12月9日） 主演：片平なぎさ
- マザー 強行犯係の女〜傍聞き〜（2016年4月20日） 主演：南果歩 原作：長岡弘樹
- 警視庁さくらポリス〜最強の姉妹捜査官〜（2016年5月18日） 主演：大塚寧々
- 共犯 元刑事 永井耕作の誘拐捜査（2016年6月1日） 主演：橋爪功 原作：深谷忠記
- 女刑事 音道貴子（2016年7月6日） 主演：小池栄子 原作：乃南アサ
- 保険犯罪調査員 佐伯初音 空白の起点（2016年7月20日） 主演：松下由樹 原作：笹沢左保

## 放送リスト
視聴率は、ビデオリサーチ関東地区のデータ。

### 第1期

#### 2005年
| 回数 | 放送日   | タイトル                                  | 話数                                   | 主演              | 原作             | 脚本                | 監督       | 制作             | 視聴率 |
| ---- | -------- | ----------------------------------------- | -------------------------------------- | ----------------- | ---------------- | ------------------- | ---------- | ---------------- | ------ |
| 1    | 4月20日  | 松本清張特別企画・渡された場面            | 松本清張特別企画・渡された場面         | 三浦友和          | 松本清張         | 中岡京平            | 杉村六郎   | C.A.L            | 10.1%  |
| 2    | 4月27日  | 検察官キソガワ                            | 検察官キソガワ                         | 高嶋政伸          | 鈴木あつむ       | 久松真一            | 伊藤寿浩   | FINE             | 7.1%   |
| 3    | 5月4日   | さすらい署長 風間昭平                     | 3                                      | 北大路欣也        | 中津文彦         | 中岡京平            | 関本郁夫   | C.A.L            | 10.0%  |
| 4    | 5月11日  | 新米事件記者・三咲                        | 1                                      | 菊川怜            | -                | 戸田山雅司          | 土方政人   | 共同テレビジョン | 9.8%   |
| 5    | 5月18日  | 信濃のコロンボ事件ファイル                | 8                                      | 中村梅雀          | 内田康夫         | 佐伯俊道            | 江崎実生   | G・カンパニー    | 10.3%  |
| 6    | 5月25日  | 神楽坂署生活安全課                        | 1                                      | 舘ひろし モト冬樹 | 逢坂剛           | 大野武雄            | 村田忍     | ニューウェーヴ   | 9.6%   |
| 7    | 6月1日   | 旅行作家・茶屋次郎                        | 5                                      | 橋爪功            | 梓林太郎         | 長谷川康夫          | 鶴巻日出雄 | オセロット       | 10.4%  |
| 8    | 6月15日  | 捜査検事・近松茂道                        | 5                                      | 高橋英樹          | 高木彬光         | 松井信幸            | 鷹森立一   | TSP              | 8.8%   |
| 9    | 6月22日  | 監察医・篠宮葉月 死体は語る               | 6                                      | 高島礼子          | -                | 児玉宜久 西岡琢也   | 吉田啓一郎 | 角川映画         | 10.1%  |
| 10   | 7月6日   | 警察署長・たそがれ正治郎                  | 1                                      | 片岡鶴太郎        | 松田美智子       | 渡辺善則            | 瀬川昌治   | 日本映像         | 11.2%  |
| 11   | 7月13日  | 警視庁黒豆コンビ                          | 1                                      | 大地康雄 村田雄浩 | 黒川博行         | 深沢正樹            | 長谷川康   | ニューウェーヴ   | 12.0%  |
| 12   | 7月20日  | 農家の嫁は弁護士!神谷純子のふるさと事件簿 | 1                                      | 浅野ゆう子        | -                | 久松真一            | 伊藤寿浩   | FINE             | 10.8%  |
| 13   | 8月3日   | 約束、いつか、虹の向こうへ                | 約束、いつか、虹の向こうへ             | 石田純一          | 伊岡瞬           | 坂田義和            | 猪崎宣昭   | 角川映画         | 11.2%  |
| 14   | 8月10日  | 密会の宿                                  | 4                                      | 岡江久美子        | 佐野洋           | 深沢正樹            | 和泉聖治   | 国際放映         | 12.1%  |
| 15   | 8月17日  | 二つの嘘・同窓会殺人事件!                 | 二つの嘘・同窓会殺人事件!              | 田中好子          | 新津きよみ       | 広井由美子 当摩寿史 | 当摩寿史   | ユニオン映画     | 10.2%  |
| 16   | 8月31日  | 信濃のコロンボ事件ファイル                | 9                                      | 中村梅雀          | 内田康夫         | 佐伯俊道            | 江崎実生   | G・カンパニー    | 11.7%  |
| 17   | 9月7日   | 北アルプス山岳救助隊・紫門一鬼            | 7                                      | 髙嶋政宏          | -                | 渡辺善則            | 中村金太   | テレパック       | 13.1%  |
| 18   | 9月14日  | 久留島刑事シリーズ                        | 1                                      | 上川隆也          | エド・マクベイン | 田中一彦            | 土方政人   | 共同テレビジョン | 10.8%  |
| 19   | 9月28日  | 鉄道警察官・清村公三郎                    | 1                                      | 小林稔侍          | 島田一男         | 吉田剛              | 猪崎宣昭   | IMAGICA DC21     | 11.7%  |
| 20   | 10月5日  | 春子の潜入記                              | 2                                      | 泉ピン子          | -                | 難波江由紀子        | 荒井光明   | 国際放映         | 6.6%   |
| 21   | 10月19日 | 不倫調査員・片山由美                      | 7                                      | 池上季実子        | 山村美紗         | 深沢正樹            | 長尾啓司   | レオナ企画       | 10.8%  |
| 22   | 10月26日 | 多摩南署たたき上げ刑事・近松丙吉          | 5                                      | 伊東四朗          | 笹沢左保         | 西村タカシ          | 中山史郎   | ザ・ワークス     | 12.2%  |
| 23   | 11月2日  | 芸者小春姐さん奮闘記                      | 1                                      | 十朱幸代          | -                | 中岡京平            | 関本郁夫   | C.A.L            | 13.0%  |
| 24   | 11月16日 | 刑事吉永誠一 涙の事件簿                   | 3                                      | 船越英一郎        | 黒川博行         | 田子明弘            | 赤羽博     | ホリプロ         | 10.0%  |
| 25   | 11月23日 | 指紋捜査官・塚原宇平の神業                | 1                                      | 橋爪功            | 塚本宇兵         | 田子明弘            | 松島稔     | 東宝             | 10.5%  |
| 26   | 11月30日 | 銀座高級クラブママ VS 熱海老舗旅館女将    | 銀座高級クラブママ VS 熱海老舗旅館女将 | 名取裕子          | -                | 石原武龍            | 山本邦彦   | ホリプロ         | 11.0%  |
| 27   | 12月14日 | 篝警部補の事件簿                          | 3                                      | 榎木孝明          | -                | 吉川次郎            | 松原信吾   | IMAGICA DC21     | 9.1%   |
| 28   | 12月21日 | 下町・おかず横丁殺人事件簿                | 下町・おかず横丁殺人事件簿             | 原日出子          | -                | 難波江由紀子        | 寺山彰男   | G・カンパニー    | 4.9%   |
| 29   | 12月28日 | 湯けむりドクター華岡万里子の温泉事件簿    | 1                                      | かたせ梨乃        | -                | 野口ゆかり          | 村田忍     | テレパック       | 9.7%   |

#### 2006年
| 回数 | 放送日   | タイトル                                  | 話数                          | 主演              | 原作       | 脚本                | 監督       | 制作               | 視聴率 |
| ---- | -------- | ----------------------------------------- | ----------------------------- | ----------------- | ---------- | ------------------- | ---------- | ------------------ | ------ |
| 30   | 1月11日  | 信濃のコロンボ事件ファイル                | 10                            | 中村梅雀          | 内田康夫   | 佐伯俊道            | 江崎実生   | G・カンパニー      | 11.5%  |
| 31   | 1月18日  | ブランド刑事                              | 1                             | 東ちづる          | -          | 戸田山雅司          | 都築淳一   | 共同テレビジョン   | 10.6%  |
| 32   | 1月25日  | さすらい署長 風間昭平                     | 4                             | 北大路欣也        | 中津文彦   | 中岡京平            | 関本郁夫   | C.A.L              | 10.7%  |
| 33   | 2月1日   | 警視庁黒豆コンビ                          | 2                             | 大地康雄 村田雄浩 | 黒川博行   | 坂上かつえ          | 長谷川康   | ニューウェーヴ     | 9.6%   |
| 34   | 2月8日   | 食い道楽!出張料理人 亀崎源一              | 食い道楽!出張料理人 亀崎源一  | 渡瀬恒彦          | -          | 久松真一            | 吉田啓一郎 | TSP                | 11.4%  |
| 35   | 2月15日  | 作家・如月祥子の事件ルポ                  | 作家・如月祥子の事件ルポ      | 賀来千香子        | 和久峻三   | 扇澤延男            | 皆川智之   | TSP                | 9.0%   |
| 36   | 3月1日   | 猪熊夫婦の駐在日誌                        | 3                             | 研ナオコ 地井武男 | 佐竹一彦   | 大久保昌一良        | 吉田啓一郎 | 角川映画           | 10.7%  |
| 37   | 3月8日   | 捜査検事・近松茂道                        | 6                             | 高橋英樹          | 高木彬光   | 峯尾基三            | 鷹森立一   | TSP                | 10.1%  |
| 38   | 3月15日  | 警察署長・たそがれ正治郎                  | 3                             | 片岡鶴太郎        | 松田美智子 | 渡辺善則            | 奥村正彦   | 日本映像           | 9.4%   |
| 39   | 3月29日  | 鉄道警察官・清村公三郎                    | 2                             | 小林稔侍          | 島田一男   | 松井信幸            | 吉川一義   | IMAGICA DC21       | 11.1%  |
| 40   | 4月5日   | 信濃のコロンボ事件ファイル                | 11                            | 中村梅雀          | 内田康夫   | 佐伯俊道            | 江崎実生   | G・カンパニー      | 13.7%  |
| 41   | 4月19日  | 監察医・篠宮葉月 死体は語る               | 7                             | 高島礼子          | -          | 前川洋一            | 児玉宜久   | 角川ヘラルド映画   | 10.3%  |
| 42   | 5月3日   | 芸者小春姐さん奮闘記                      | 2                             | 十朱幸代          | -          | 中岡京平 関本郁夫   | 関本郁夫   | C.A.L              | 12.6%  |
| 43   | 5月10日  | 旅行作家・茶屋次郎                        | 6                             | 橋爪功            | 梓林太郎   | 長谷川康夫          | 鶴巻日出雄 | オセロット         | 11.7%  |
| 44   | 5月17日  | 新米事件記者・三咲                        | 2                             | 菊川怜            | -          | 戸田山雅司          | 都築淳一   | 共同テレビジョン   | 8.8%   |
| 45   | 5月24日  | ドクター・ヨシカの犯罪カルテ              | 1                             | 木の実ナナ        | -          | 坂上かつえ 今井雅子 | 一倉治雄   | セントラル・アーツ | 11.9%  |
| 46   | 5月31日  | 密会の宿                                  | 5                             | 岡江久美子        | 佐野洋     | 深沢正樹            | 和泉聖治   | 国際放映           | 8.8%   |
| 47   | 6月7日   | 事件記者 浦上伸介                         | 4                             | 髙嶋政伸          | 津村秀介   | 橋本以蔵            | 谷川功     | FINE               | 9.4%   |
| 48   | 6月14日  | 神楽坂署生活安全課                        | 2                             | 舘ひろし モト冬樹 | -          | 安井国穂            | 津崎敏喜   | ニューウェーヴ     | 12.4%  |
| 49   | 6月21日  | 子だくさん刑事                            | 子だくさん刑事                | 浅野温子          | -          | 金井寛              | 山本厚     | 大映テレビ         | 9.6%   |
| 50   | 7月5日   | 追いつめる                                | 追いつめる                    | 藤田まこと        | 森詠       | 中村努              | 井上昭     | 松竹               | 12.1%  |
| 51   | 7月12日  | ハマの子宝先生24時 殺意の産声             | ハマの子宝先生24時 殺意の産声 | 愛川欽也          | -          | 坂上かつえ          | 合月勇     | アズバーズ         | 9.9%   |
| 52   | 7月19日  | 松本清張特別企画・強き蟻                  | 松本清張特別企画・強き蟻      | 若村麻由美        | 松本清張   | 西岡琢也            | 黒沢直輔   | 角川ヘラルド映画   | 13.0%  |
| 53   | 7月26日  | 大漁! 釣り船弁護士                        | 大漁! 釣り船弁護士            | 古谷一行          | -          | 峯尾基三            | 斎藤光正   | ユニオン映画       | 9.3%   |
| 54   | 8月2日   | 不倫調査員・片山由美                      | 8                             | 池上季実子        | 山村美紗   | 深沢正樹            | 瀬川昌治   | レオナ企画         | 9.4%   |
| 55   | 8月9日   | 刑事吉永誠一 涙の事件簿                   | 4                             | 船越英一郎        | 黒川博行   | 田子明弘            | 赤羽博     | ホリプロ           | 14.9%  |
| 56   | 8月16日  | 信濃のコロンボ事件ファイル                | 12                            | 中村梅雀          | 内田康夫   | 佐伯俊道            | 江崎実生   | G・カンパニー      | 12.0%  |
| 57   | 8月30日  | 農家の嫁は弁護士!神谷純子のふるさと事件簿 | 2                             | 浅野ゆう子        | -          | 田辺満              | 伊藤寿浩   | FINE               | 12.0%  |
| 58   | 9月6日   | さすらい署長 風間昭平                     | 5                             | 北大路欣也        | 中津文彦   | 峯尾基三            | 関本郁夫   | C.A.L              | 14.7%  |
| 59   | 9月13日  | 銀座高級クラブママ青山みゆき              | 1                             | 名取裕子          | -          | 関根俊夫            | 長尾啓司   | ホリプロ           | 13.0%  |
| 60   | 9月28日  | 港町人情ナース                            | 1                             | 泉ピン子          | -          | 深沢正樹            | 荒井光明   | The icon           | 10.7%  |
| 61   | 10月4日  | 多摩南署たたき上げ刑事・近松丙吉          | 6                             | 伊東四朗          | 日下圭介   | 西村タカシ          | 中山史郎   | ザ・ワークス       | 12.0%  |
| 62   | 10月18日 | 指紋捜査官・塚原宇平の神業                | 2                             | 橋爪功            | 塚本宇兵   | 田子明弘            | 村松弘之   | 東宝               | 10.6%  |
| 63   | 11月1日  | 北アルプス山岳救助隊・紫門一鬼            | 8                             | 髙嶋政宏          | 梓林太郎   | 吉川次郎            | 中村金太   | テレパック         | 8.6%   |
| 64   | 11月15日 | 鉄道警察官・清村公三郎                    | 3                             | 小林稔侍          | 島田一男   | 松井信幸            | 吉川一義   | IMAGICA DC21       | 9.3%   |
| 65   | 11月29日 | 警察署長・たそがれ正治郎                  | 3                             | 片岡鶴太郎        | -          | 渡辺善則            | 油谷誠至   | 日本映像           | 9.7%   |
| 66   | 12月13日 | 信濃のコロンボ事件ファイル                | 13                            | 中村梅雀          | 内田康夫   | 佐伯俊道            | 江崎実生   | G・カンパニー      | 10.4%  |
| 67   | 12月20日 | 湯けむりドクター華岡万里子の温泉事件簿    | 2                             | かたせ梨乃        | -          | 野口ゆかり          | 水谷俊之   | テレパック         | 12.3%  |
| 68   | 12月27日 | 芸者小春姐さん奮闘記                      | 3                             | 十朱幸代          | -          | 峯尾基三            | 関本郁夫   | C.A.L              | 7.4%   |

#### 2007年
| 回数 | 放送日   | タイトル                                  | 話数                         | 主演              | 原作             | 脚本         | 監督       | 制作               | 視聴率 |
| ---- | -------- | ----------------------------------------- | ---------------------------- | ----------------- | ---------------- | ------------ | ---------- | ------------------ | ------ |
| 69   | 1月17日  | 久留島刑事シリーズ                        | 2                            | 上川隆也          | エド・マクベイン | 森下直       | 土方政人   | 共同テレビジョン   | 9.4%   |
| 70   | 1月24日  | 刑事吉永誠一 涙の事件簿                   | 5                            | 船越英一郎        | 黒川博行         | 田子明弘     | 赤羽博     | ホリプロ           | 10.0%  |
| 71   | 1月21日  | 捜査一課 見当たり班 鷹子の眼              | 捜査一課 見当たり班 鷹子の眼 | 岡江久美子        | 姉小路祐         | 深沢正樹     | 吉野晴亮   | 国際放映           | 8.4%   |
| 72   | 2月7日   | 警視庁黒豆コンビ                          | 3                            | 大地康雄 村田雄浩 | 黒川博行         | 深沢正樹     | 長谷川康   | ニューウェーヴ     | 9.6%   |
| 73   | 2月14日  | ボディーガード                            | ボディーガード               | 若村麻由美        | 外村朋子         | 坂上かつえ   | 水谷俊之   | TSP                | 9.2%   |
| 74   | 2月28日  | 黒い骨                                    | 黒い骨                       | 片平なぎさ        | -                | 当摩寿史     | 当摩寿史   | ユニオン映画       | 7.8%   |
| 75   | 3月7日   | 銀座高級クラブママ青山みゆき              | 2                            | 名取裕子          | -                | 鈴木貴子     | 長尾啓司   | ホリプロ           | 8.1%   |
| 76   | 4月4日   | さすらい署長 風間昭平                     | 6                            | 北大路欣也        | 中津文彦         | 安本莞二     | 関本郁夫   | C.A.L              | 10.7%  |
| 77   | 4月25日  | 信濃のコロンボ事件ファイル                | 14                           | 中村梅雀          | 内田康夫         | 佐伯俊道     | 江崎実生   | G・カンパニー      | 13.3%  |
| 78   | 5月2日   | 旅行作家・茶屋次郎                        | 7                            | 橋爪功            | 梓林太郎         | 長谷川康夫   | 鶴巻日出雄 | オセロット         | 11.3%  |
| 79   | 5月9日   | 捜査検事・近松茂道                        | 7                            | 高橋英樹          | -                | 峯尾基三     | 岡屋龍一   | TSP                | 11.0%  |
| 80   | 5月16日  | 芸者小春姐さん奮闘記                      | 4                            | 十朱幸代          | -                | 峯尾基三     | 関本郁夫   | C.A.L              | 11.1%  |
| 81   | 5月30日  | 忘却の調べ オブリビオン                   | 忘却の調べ オブリビオン      | 萬田久子          | 大石直紀         | 大原豊       | 新村良二   | 角川映画           | 7.4%   |
| 82   | 6月6日   | ブランド刑事                              | 2                            | 東ちづる          | -                | 戸田山雅司   | 都築淳一   | 共同テレビジョン   | 10.0%  |
| 83   | 6月13日  | 事件記者 浦上伸介                         | 5                            | 髙嶋政伸          | 津村秀介         | 橋本以蔵     | 伊藤寿浩   | FINE               | 10.7%  |
| 84   | 6月20日  | 農家の嫁は弁護士!神谷純子のふるさと事件簿 | 3                            | 浅野ゆう子        | -                | いとう斗士八 | 伊藤寿浩   | FINE               | 9.6%   |
| 85   | 7月4日   | 監察医・篠宮葉月 死体は語る               | 8                            | 高島礼子          | -                | 渡辺善則     | 吉田啓一郎 | 角川ヘラルド映画   | 13.2%  |
| 86   | 7月11日  | 鉄道警察官・清村公三郎                    | 4                            | 小林稔侍          | 島田一男         | 松井信幸     | 吉川一義   | IMAGICA DC21       | 11.5%  |
| 87   | 7月18日  | 北アルプス山岳救助隊・紫門一鬼            | 9                            | 髙嶋政宏          | -                | 吉川次郎     | 中村金太   | テレパック         | 12.1%  |
| 88   | 7月25日  | シロクマ園長 命の事件簿                   | 1                            | 西郷輝彦          | -                | 田子明弘     | 皆元洋之助 | 東通企画           | 8.5%   |
| 89   | 8月8日   | 港町人情ナース                            | 2                            | 泉ピン子          | -                | 深沢正樹     | 荒井光明   | The icon           | 12.0%  |
| 90   | 8月15日  | 警察署長・たそがれ正治郎                  | 4                            | 片岡鶴太郎        | -                | 渡辺善則     | 奥村正彦   | 日本映像           | 9.9%   |
| 91   | 8月22日  | 刑事吉永誠一 涙の事件簿                   | 6                            | 船越英一郎        | 黒川博行         | 田子明弘     | 赤羽博     | ホリプロ           | 12.6%  |
| 92   | 9月5日   | 多摩南署たたき上げ刑事・近松丙吉          | 7                            | 伊東四朗          | 夏樹静子         | 西村タカシ   | 中山史郎   | ザ・ワークス       | 12.3%  |
| 93   | 9月12日  | 密会の宿                                  | 6                            | 岡江久美子        | 佐野洋           | 深沢正樹     | 和泉聖治   | 国際放映           | 11.5%  |
| 94   | 9月19日  | 不倫調査員・片山由美                      | 9                            | 池上季実子        | 山村美紗         | 佐伯俊道     | 南部英夫   | レオナ企画         | 12.3%  |
| 95   | 10月10日 | 警視庁黒豆コンビ                          | 4                            | 大地康雄 村田雄浩 | 黒川博行         | 安井国穂     | 長谷川康   | ニューウェーヴ     | 9.1%   |
| 96   | 10月17日 | 神楽坂署生活安全課                        | 3                            | 舘ひろし モト冬樹 | -                | 深沢正樹     | 村田忍     | ニューウェーヴ     | 12.6%  |
| 97   | 10月24日 | 信濃のコロンボ事件ファイル                | 15                           | 中村梅雀          | 内田康夫         | 佐伯俊道     | 江崎実生   | G・カンパニー      | 8.9%   |
| 98   | 10月31日 | さすらい署長 風間昭平                     | 7                            | 北大路欣也        | 中津文彦         | 峯尾基三     | 関本郁夫   | C.A.L              | 10.9%  |
| 99   | 11月7日  | 湯けむりドクター華岡万里子の温泉事件簿    | 3                            | かたせ梨乃        | -                | 野口ゆかり   | 水谷俊之   | テレパック         | 12.4%  |
| 100  | 11月21日 | 法廷荒らし 弁護士 猪狩文助                | 法廷荒らし 弁護士 猪狩文助   | 藤田まこと        | 和久峻三         | 古田求       | 岡屋龍一   | 松竹               | 10.7%  |
| 101  | 11月28日 | 猪熊夫婦の駐在日誌                        | 4                            | 研ナオコ 地井武男 | 佐々木譲         | 飯田武       | 児玉宜久   | 角川映画           | 8.0%   |
| 102  | 12月5日  | ドクター・ヨシカの犯罪カルテ              | 2                            | 木の実ナナ        | -                | 坂上かつえ   | 水谷俊之   | セントラル・アーツ | 7.5%   |
| 103  | 12月26日 | 父からの手紙                              | 父からの手紙                 | 檀れい            | 小杉健治         | 金子成人     | 井上昭     | 松竹               | 7.9%   |

#### 2008年
| 回数 | 放送日   | タイトル                                | 話数                                    | 主演              | 原作       | 脚本              | 監督       | 制作               | 視聴率 |
| ---- | -------- | --------------------------------------- | --------------------------------------- | ----------------- | ---------- | ----------------- | ---------- | ------------------ | ------ |
| 104  | 1月9日   | 女かけこみ寺 刑事・大石水穂             | 1                                       | 片平なぎさ        | -          | 長坂秀佳          | 猪原達三   | ホリプロ           | 11.1%  |
| 105  | 1月23日  | 芸者小春姐さん奮闘記                    | 5                                       | 十朱幸代          | -          | 峯尾基三          | 吉川一義   | C.A.L              | 9.7%   |
| 106  | 1月30日  | トラベルライター 榊佑子の殺人紀行       | トラベルライター 榊佑子の殺人紀行       | 水野真紀          | 西村京太郎 | 小森名津          | 日名子雅彦 | The Ship           | 8.9%   |
| 107  | 2月4日   | 夏樹静子サスペンスシリーズ              | 10                                      | 内山理名          | 夏樹静子   | 武井由美          | 吉本潤     | IBS-C              | 7.1%   |
| 108  | 2月20日  | 松本清張特別企画・不在宴会 死亡記事の女 | 松本清張特別企画・不在宴会 死亡記事の女 | 三浦友和          | 松本清張   | 西岡琢也          | 榎戸耕史   | 角川映画           | 8.1%   |
| 109  | 3月5日   | 誤算                                    | 誤算                                    | 羽田美智子        | 松下麻理緒 | 田中晶子          | 石原興     | 角川映画           | 8.5%   |
| 110  | 3月12日  | 北アルプス山岳救助隊・紫門一鬼          | 10                                      | 髙嶋政宏          | -          | 吉川次郎          | 中村金太   | テレパック         | 8.4%   |
| 111  | 3月19日  | 不倫調査員・片山由美                    | 10                                      | 池上季実子        | 山村美紗   | 田中信哉 深沢正樹 | 南部英夫   | レオナ企画         | 8.6%   |
| 112  | 4月9日   | 事件記者 浦上伸介                       | 6                                       | 髙嶋政伸          | 津村秀介   | 橋本以蔵          | 伊藤寿浩   | FINE               | 9.6%   |
| 112  | 4月16日  | 篝警部補の事件簿                        | 4                                       | 榎木孝明          | 浅黄斑     | 吉川次郎          | 松原信吾   | サイドエー         | 10.4%  |
| 113  | 4月23日  | 鉄道警察官・清村公三郎                  | 5                                       | 小林稔侍          | 島田一男   | 松井信幸          | 吉川一義   | IMAGICA DC21       | 10.3%  |
| 114  | 4月30日  | 神楽坂署生活安全課                      | 4                                       | 舘ひろし モト冬樹 | -          | 深沢正樹          | 村松弘之   | ニューウェーヴ     | 7.4%   |
| 115  | 5月7日   | 監察医・篠宮葉月 死体は語る             | 9                                       | 高島礼子          | -          | 児玉宜久          | 吉田啓一郎 | 角川ヘラルド映画   | 10.0%  |
| 116  | 5月14日  | 指紋捜査官・塚原宇平の神業              | 3                                       | 橋爪功            | 塚本宇兵   | 田子明弘          | 村松弘之   | 東宝               | 12.0%  |
| 117  | 6月4日   | 捜査検事・近松茂道                      | 8                                       | 高橋英樹          | -          | 坂上かつえ        | 岡屋龍一   | TSP                | 10.4%  |
| 118  | 6月11日  | 名犬フーバーの事件簿                    | 名犬フーバーの事件簿                    | 里見浩太朗        | 笠原靖     | 柏原寛司 武井由美 | 井上泰治   | 松竹               | 9.6%   |
| 119  | 6月25日  | 信濃のコロンボ事件ファイル              | 16                                      | 中村梅雀          | 内田康夫   | 佐伯俊道          | 江崎実生   | G・カンパニー      | 10.8%  |
| 120  | 7月2日   | さすらい署長 風間昭平                   | 8                                       | 北大路欣也        | 中津文彦   | 峯尾基三          | 中村金太   | C.A.L              | 11.1%  |
| 121  | 7月9日   | 港町人情ナース                          | 3                                       | 泉ピン子          | -          | 深沢正樹          | 荒井光明   | The icon           | 10.0%  |
| 122  | 7月16日  | 刑事の証明                              | 1                                       | 村上弘明          | 森村誠一   | 土屋保文          | 杉村六郎   | 俳優座             | 11.5%  |
| 123  | 7月23日  | 銀座高級クラブママ青山みゆき            | 3                                       | 名取裕子          | -          | 深沢正樹          | 長尾啓司   | ホリプロ           | 9.8%   |
| 124  | 7月30日  | ブランド刑事                            | 3                                       | 東ちづる          | 戸田山雅司 | 岩村匡子          | 都築淳一   | 共同テレビジョン   | 10.6%  |
| 125  | 8月13日  | シロクマ園長 命の事件簿                 | 2                                       | 西郷輝彦          | -          | 田子明弘          | 皆元洋之助 | 東通企画           | 6.3%   |
| 126  | 9月3日   | 旅行作家・茶屋次郎                      | 8                                       | 橋爪功            | -          | 長谷川康夫        | 鶴巻日出雄 | オセロット         | 11.0%  |
| 127  | 9月10日  | 街占師 北白川晶子の事件占い             | 1                                       | 高畑淳子          | 姉小路祐   | 土屋保文          | 水谷俊之   | スイート・ベイジル | 10.1%  |
| 128  | 10月1日  | 刑事吉永誠一 涙の事件簿                 | 7                                       | 船越英一郎        | 黒川博行   | 田子明弘          | 赤羽博     | ホリプロ           | 7.7%   |
| 129  | 10月8日  | 神楽坂署生活安全課                      | 5                                       | 舘ひろし モト冬樹 | -          | 深沢正樹          | 村松弘之   | ニューウェーヴ     | 9.7%   |
| 130  | 10月29日 | 湯けむりドクター華岡万里子の温泉事件簿  | 4                                       | かたせ梨乃        | -          | 野口ゆかり        | 水谷俊之   | テレパック         | 8.3%   |
| 131  | 11月5日  | 多摩南署たたき上げ刑事・近松丙吉        | 8                                       | 伊東四朗          | 夏樹静子   | 西村タカシ        | 中山史郎   | ザ・ワークス       | 8.1%   |
| 132  | 12月17日 | 信濃のコロンボ事件ファイル              | 17                                      | 中村梅雀          | 内田康夫   | 佐伯俊道          | 江崎実生   | G・カンパニー      | 9.7%   |

#### 2009年
| 回数 | 放送日  | タイトル                                  | 話数                                  | 主演       | 原作     | 脚本         | 監督         | 制作       | 視聴率 |
| ---- | ------- | ----------------------------------------- | ------------------------------------- | ---------- | -------- | ------------ | ------------ | ---------- | ------ |
| 133  | 1月14日 | 北アルプス山岳救助隊・紫門一鬼            | 11                                    | 髙嶋政宏   | -        | 吉川次郎     | 中村金太     | テレパック | 8.0%   |
| 134  | 1月21日 | 付き女優・安野すみれ 楽屋事件ファイル     | 付き女優・安野すみれ 楽屋事件ファイル | 南野陽子   | -        | 田辺満       | 赤羽博       | 国際放映   | 7.8%   |
| 135  | 1月28日 | 夏樹静子サスペンスシリーズ                | 11                                    | 室井滋     | 夏樹静子 | 高木凛       | 堀川とんこう | カズモ     | 8.7%   |
| 136  | 2月2日  | 動物病院 彩子の事件カルテ                 | 動物病院 彩子の事件カルテ             | 沢口靖子   | 日下圭介 | 水谷龍二     | 水谷俊之     | 仕事       | 9.7%   |
| 137  | 2月18日 | 農家の嫁は弁護士!神谷純子のふるさと事件簿 | 4                                     | 浅野ゆう子 | -        | いとう斗士八 | 伊藤寿浩     | FINE       | 7.9%   |
| 138  | 2月25日 | 去りゆく日に                              | 去りゆく日に                          | 小林稔侍   | 髙村薫   | 田辺満       | 福本義人     | オセロット | 9.1%   |
| 139  | 3月4日  | 松本清張生誕100年特別企画・黒の奔流       | 松本清張生誕100年特別企画・黒の奔流   | 船越英一郎 | 松本清張 | 田子明弘     | 瀧川治水     | -          | 10.2%  |

### 水曜シアター9での放映作品
| 回数 | 放送日        | タイトル                                              | 話数                                                  | 主演       | 原作     | 脚本              | 監督     | 制作          | 視聴率 |
| ---- | ------------- | ----------------------------------------------------- | ----------------------------------------------------- | ---------- | -------- | ----------------- | -------- | ------------- | ------ |
| 1    | 2009年7月1日  | 密会の宿                                              | 7                                                     | 岡江久美子 | 佐野洋   | 今井詔二          | 和泉聖治 | 国際放映      | 6.1%   |
| 2    | 2009年7月8日  | 芸者小春姐さん奮闘記                                  | 6                                                     | 十朱幸代   | -        | 峯尾基三          | 吉川一義 | C.A.L         | 9.7%   |
| 3    | 2009年7月15日 | 女かけこみ寺 刑事・大石水穂                           | 2                                                     | 片平なぎさ | -        | 長坂秀佳          | 本橋圭太 | ホリプロ      | 5.5%   |
| 4    | 2009年9月9日  | 信濃のコロンボ事件ファイル                            | 18                                                    | 中村梅雀   | 内田康夫 | 佐伯俊道          | 江崎実生 | G・カンパニー | 7.6%   |
| 5    | 2009年9月16日 | 温泉仲居・小泉あつ子の事件帳 南伊豆・湯けむり殺人事件 | 温泉仲居・小泉あつ子の事件帳 南伊豆・湯けむり殺人事件 | 菊川怜     | -        | 林誠人 田中江里夏 | 位部将人 | オスカー      | 5.5%   |
| 6    | 2010年2月17日 | テネシーワルツ                                        | テネシーワルツ                                        | 高島礼子   | 望月武   | 西岡琢也          | 児玉宜久 | 角川映画      | 6.7%   |
| 7    | 2010年3月3日  | 懸賞金 目撃証言に三千万円を賭けた女                   | 懸賞金 目撃証言に三千万円を賭けた女                   | 竹下景子   | -        | 吉澤智子          | 岡屋龍一 | TSP           | 5.5%   |
| 8    | 2010年3月10日 | 鉄道警察官・清村公三郎                                | 6                                                     | 小林稔侍   | 島田一男 | 松井信幸          | 吉川一義 | IMAGICA DC21  | 6.7%   |
| 9    | 2010年3月17日 | 捜査検事・近松茂道                                    | 9                                                     | 高橋英樹   | -        | 宇山圭子          | 岡屋龍一 | TSP           | 8.1%   |
| 10   | 2010年9月29日 | 雪冤                                                  | 雪冤                                                  | 橋爪功     | 大門剛明 | 西岡琢也          | 黒澤直輔 | 角川映画      | 8.6%   |

### 第2期

#### 2011年
| 回数 | 放送日   | タイトル                               | 話数                               | 主演       | 原作     | 脚本       | 監督       | 制作             | 視聴率 |
| ---- | -------- | -------------------------------------- | ---------------------------------- | ---------- | -------- | ---------- | ---------- | ---------------- | ------ |
| 1    | 10月5日  | 鉄道警察官・清村公三郎                 | 7                                  | 小林稔侍   | 島田一男 | 松井信幸   | 福本義人   | IMAGICA DC21     | 8.4%   |
| 2    | 10月12日 | 刑事吉永誠一 涙の事件簿                | 8                                  | 船越英一郎 | 黒川博行 | 田子明弘   | 赤羽博     | ホリプロ         | 10.1%  |
| 3    | 10月26日 | 捜査検事・近松茂道                     | 10                                 | 高橋英樹   | -        | 坂上かつえ | 岡屋龍一   | TSP              | 8.0%   |
| 4    | 11月2日  | 松本清張特別企画・張込み               | 松本清張特別企画・張込み           | 若村麻由美 | 松本清張 | 西岡琢也   | 星田良子   | 角川映画         | 9.4%   |
| 5    | 11月9日  | 松本清張特別企画・鉢植を買う女         | 松本清張特別企画・鉢植を買う女     | 余貴美子   | 松本清張 | 西岡琢也   | 大岡進     | 角川映画         | 8.9%   |
| 6    | 11月16日 | 松本清張特別企画・聞かなかった場所     | 松本清張特別企画・聞かなかった場所 | 名取裕子   | 松本清張 | 西岡琢也   | 黒沢直輔   | 角川映画         | 7.1%   |
| 7    | 11月30日 | 旅行作家・茶屋次郎                     | 9                                  | 橋爪功     | 梓林太郎 | 長谷川康夫 | 鶴巻日出雄 | オセロット       | 7.3%   |
| 8    | 12月7日  | 監察医・篠宮葉月 死体は語る            | 10                                 | 高島礼子   | -        | 安井国穂   | 児玉宜久   | 角川ヘラルド映画 | 6.0%   |
| 9    | 12月14日 | 密会の宿                               | 8                                  | 岡江久美子 | 佐野洋   | 安井国穂   | 松本健     | 国際放映         | 8.7%   |
| 10   | 12月21日 | 不倫調査員・片山由美                   | 11                                 | 池上季実子 | 山村美紗 | 田中信哉   | 長尾啓司   | レオナ企画       | 9.2%   |
| 11   | 12月28日 | 湯けむりドクター華岡万里子の温泉事件簿 | 5                                  | かたせ梨乃 | -        | 野口ゆかり | 水谷俊之   | テレパック       | 9.3%   |

#### 2012年
| 回数 | 放送日   | タイトル                                      | 話数                                       | 主演              | 原作     | 脚本              | 監督       | 制作               | 視聴率 |
| ---- | -------- | --------------------------------------------- | ------------------------------------------ | ----------------- | -------- | ----------------- | ---------- | ------------------ | ------ |
| 12   | 1月4日   | 刑事の証明                                    | 2                                          | 村上弘明          | 森村誠一 | 土屋保文          | 吉川一義   | 俳優座             | 8.8%   |
| 13   | 1月11日  | 街占師 北白川晶子の事件占い                   | 2                                          | 高畑淳子          | 姉小路祐 | いずみ玲          | 中前勇児   | スイート・ベイジル | 5.2%   |
| 14   | 1月18日  | ガンリキ 警部補・鬼島弥一                     | 1                                          | 中村梅雀          | -        | 石原武龍          | 中野昌宏   | G・カンパニー      | 7.3%   |
| 15   | 1月25日  | 多摩南署たたき上げ刑事・近松丙吉              | 9                                          | 伊東四朗          | 夏樹静子 | 林誠人            | 白川士     | ザ・ワークス       | 9.8%   |
| 16   | 2月1日   | 落としの鬼 刑事 澤千夏                        | 1                                          | 泉ピン子          | -        | 洞澤美恵子        | 合月勇     | The icon           | 6.2%   |
| 17   | 2月8日   | 鉄道警察官・清村公三郎                        | 8                                          | 小林稔侍          | 島田一男 | 松井信幸          | 吉田啓一郎 | IMAGICA DC21       | 7.9%   |
| 18   | 2月15日  | 捜査検事・近松茂道                            | 11                                         | 高橋英樹          | -        | 坂上かつえ        | 岡屋龍一   | TSP                | 8.4%   |
| 19   | 2月22日  | 鑑識特捜班・九条礼子〜骨を知る女〜            | 1                                          | 渡辺えり          | -        | いとう斗士八      | 鶴巻日出雄 | FINE               | 9.3%   |
| 20   | 2月29日  | 女三代 如月法律事務所                         | 1                                          | 竹下景子          | -        | 洞澤美恵子        | 皆川智之   | ビデオフォーカス   | 7.2%   |
| 21   | 3月7日   | さすらい署長 風間昭平                         | 9                                          | 北大路欣也        | 中津文彦 | 尾西兼一          | 藤嘉行     | C.A.L              | 8.2%   |
| 22   | 4月4日   | 偽証法廷                                      | 偽証法廷                                   | 寺脇康文          | 小杉健治 | 森下直            | 渡邊孝好   | LICRI              | 11.0%  |
| 23   | 4月11日  | みちのく麺食い記者 宮沢賢一郎                 | 1                                          | 髙嶋政宏          | 相場英雄 | 小谷暢亮          | 金佑彦     | ユニオン映画       | 8.4%   |
| 24   | 4月18日  | 作家探偵・山村美紗                            | 1                                          | 浅野ゆう子        | 山村美紗 | 佐伯俊道          | 下村優     | テレビ東京制作     | 8.9%   |
| 25   | 5月2日   | 監察医・篠宮葉月 死体は語る                   | 11                                         | 高島礼子          | -        | 安井国穂          | 児玉宜久   | 角川ヘラルド映画   | 9.6%   |
| 26   | 5月9日   | 嘘の証明 犯罪心理分析官・梶原圭子             | 1                                          | 片平なぎさ        | -        | 深沢正樹          | 鈴木浩介   | ホリプロ           | 8.2%   |
| 27   | 5月16日  | 温泉女将ふたりの事件簿                        | 1                                          | 菊川怜            | -        | 久松真一          | 村田忍     | オスカー           | 9.1%   |
| 28   | 5月23日  | 刑事の証明                                    | 3                                          | 村上弘明          | 森村誠一 | 土屋保文          | 藤嘉行     | 俳優座             | 10.5%  |
| 29   | 5月30日  | 葬儀屋松子の事件簿                            | 1                                          | 名取裕子          | -        | 土屋保文 西岡琢也 | 黒沢直輔   | 角川映画           | 10.2%  |
| 30   | 6月6日   | 信州山岳刑事 道原伝吉                         | 1                                          | 松平健            | 梓林太郎 | 安井国穂          | 佐々木浩久 | オー・エル・エム   | 8.2%   |
| 31   | 6月13日  | 介護ヘルパー紫雨子の事件簿                    | 1                                          | 斉藤由貴          | -        | 佐伯俊道          | 奥村正彦   | 仕事               | 8.4%   |
| 32   | 6月20日  | 刑事吉永誠一 涙の事件簿                       | 9                                          | 船越英一郎        | 黒川博行 | 田子明弘          | 赤羽博     | ホリプロ           | 11.2%  |
| 33   | 6月27日  | 密会の宿                                      | 9                                          | 岡江久美子        | 佐野洋   | 深沢正樹          | 松本健     | 国際放映           | 9.1%   |
| 34   | 7月4日   | 湯けむりドクター華岡万里子の温泉事件簿        | 6                                          | かたせ梨乃        | -        | 吉川次郎          | 水谷俊之   | テレパック         | 6.1%   |
| 35   | 7月11日  | 看護婦・戸田鮎子の推理カルテ                  | 1                                          | 本仮屋ユイカ      | 山村美紗 | 石原武龍          | 村田忍     | 泉放送制作         | 8.9%   |
| 36   | 7月18日  | 内田康夫サスペンス                            | 1                                          | 遠藤憲一 緑友利恵 | 内田康夫 | 佐伯俊道          | 皆川智之   | G・カンパニー      | 7.8%   |
| 37   | 7月25日  | 沖縄リゾート コンシェルジュ具志堅陽子の名推理 | 1                                          | 浅野温子          | -        | 深沢正樹          | 楠田泰之   | 国際放映           | 7.8%   |
| 38   | 8月1日   | 刑事ガサ姫 -警視庁特命家宅捜索班-             | 1                                          | 戸田恵子          | -        | 三上幸四郎        | 藤尾隆     | テレパック         | 8.9%   |
| 39   | 8月15日  | 多摩南署たたき上げ刑事・近松丙吉              | 10                                         | 伊東四朗          | 夏樹静子 | 林誠人            | 白川士     | ザ・ワークス       | 9.0%   |
| 40   | 8月22日  | 捜査検事・近松茂道                            | 12                                         | 高橋英樹          | -        | 坂上かつえ        | 岡屋龍一   | TSP                | 8.8%   |
| 41   | 8月29日  | 不倫調査員・片山由美                          | 12                                         | 池上季実子        | 山村美紗 | 深沢正樹          | 長尾啓司   | レオナ企画         | 7.9%   |
| 42   | 9月19日  | 旅行作家・茶屋次郎                            | 10                                         | 橋爪功            | -        | 長谷川康夫        | 鶴巻日出雄 | オセロット         | 7.7%   |
| 43   | 9月26日  | Dr.門倉周平の事件カルテ                       | Dr.門倉周平の事件カルテ                    | 寺脇康文          | -        | 林誠人            | 渡邊孝好   | LICRI              | 7.7%   |
| 44   | 10月3日  | 鑑識特捜班・九条礼子〜骨を知る女〜            | 2                                          | 渡辺えり          | -        | いとう斗士八      | 岩村匡子   | FINE               | 8.9%   |
| 45   | 10月17日 | 刑事吉永誠一 涙の事件簿                       | 10                                         | 船越英一郎        | 黒川博行 | 田子明弘          | 赤羽博     | ホリプロ           | 8.1%   |
| 46   | 10月24日 | 北海道警事件ファイル 警部補 五条聖子          | 1                                          | 若村麻由美        | -        | 松井信幸          | 児玉宜久   | アズバーズ         | 8.8%   |
| 46   | 10月31日 | 刑事の証明                                    | 4                                          | 村上弘明          | 森村誠一 | 土屋保文          | 吉川一義   | 俳優座             | 5.5%   |
| 47   | 11月7日  | 鉄道警察官・清村公三郎                        | 9                                          | 小林稔侍          | 島田一男 | 松井信幸          | 吉田啓一郎 | IMAGICA DC21       | 7.8%   |
| 48   | 11月14日 | ガンリキ 警部補・鬼島弥一                     | 2                                          | 中村梅雀          | -        | 石原武龍          | 中野昌宏   | G・カンパニー      | 8.5%   |
| 49   | 11月28日 | 監察医・篠宮葉月 死体は語る                   | 12                                         | 高島礼子          | -        | 安井国穂          | 木川学     | 角川ヘラルド映画   | 9.0%   |
| 50   | 12月12日 | 松本清張没後20年特別企画・事故〜黒い画集〜    | 松本清張没後20年特別企画・事故〜黒い画集〜 | 高橋克実          | 松本清張 | 田子明弘          | 星田良子   | 角川映画           | 7.5%   |
| 51   | 12月19日 | 作家探偵・山村美紗                            | 2                                          | 浅野ゆう子        | 山村美紗 | 佐伯俊道          | 下村優     | テレビ東京制作     | 7.2%   |
| 52   | 12月26日 | 特命おばさん検事! 花村絢乃の事件ファイル      | 1                                          | 麻生祐未          | -        | 土屋六郎          | 中前勇児   | Joker              | 9.4%   |

#### 2013年
| 回数 | 放送日   | タイトル                               | 話数                                   | 主演              | 原作       | 脚本                | 監督       | 制作               | 視聴率 |
| ---- | -------- | -------------------------------------- | -------------------------------------- | ----------------- | ---------- | ------------------- | ---------- | ------------------ | ------ |
| 53   | 1月9日   | 嘘の証明 犯罪心理分析官・梶原圭子      | 2                                      | 片平なぎさ        | -          | 徳永友一            | 鈴木浩介   | ホリプロ           | 8.0%   |
| 54   | 1月23日  | 葬儀屋松子の事件簿                     | 2                                      | 名取裕子          | -          | 西岡琢也            | 黒沢直輔   | 角川映画           | 8.1%   |
| 55   | 1月30日  | 温泉女将ふたりの事件簿                 | 2                                      | 菊川怜            | -          | 小木曽豊斗          | 池澤辰也   | オスカー           | 9.6%   |
| 56   | 2月6日   | 女三代 如月法律事務所                  | 2                                      | 竹下景子          | -          | 洞澤美恵子          | 皆川智之   | ビデオフォーカス   | 6.7%   |
| 57   | 2月13日  | 刑事の証明                             | 5                                      | 村上弘明          | 森村誠一   | 土屋保文 小久保利己 | 吉川一義   | 俳優座             | 7.8%   |
| 58   | 2月20日  | トラベルライター青木亜木子             | 1                                      | 友近              | 西村京太郎 | 山岡潤平            | 鶴巻日出雄 | FINE               | 8.1%   |
| 59   | 2月27日  | みちのく麺食い記者 宮沢賢一郎          | 2                                      | 髙嶋政宏          | 相場英雄   | 小谷暢亮            | 金佑彦     | ユニオン映画       | 7.2%   |
| 60   | 3月13日  | 湯けむりドクター華岡万里子の温泉事件簿 | 7                                      | かたせ梨乃        | -          | 吉川次郎            | 水谷俊之   | テレパック         | 7.8%   |
| 61   | 4月3日   | 刑事吉永誠一 涙の事件簿                | 11                                     | 船越英一郎        | 黒川博行   | 田子明弘            | 赤羽博     | ホリプロ           | 11.0%  |
| 62   | 4月10日  | 刑事長                                 | 1                                      | 中村雅俊          | 姉小路祐   | 田中江里夏          | 金佑彦     | スイート・ベイジル | 7.8%   |
| 63   | 4月24日  | 松本清張没後20年特別企画・留守宅の事件 | 松本清張没後20年特別企画・留守宅の事件 | 寺尾聰            | 松本清張   | 坂上かつえ          | 本木克英   | 松竹               | 8.4%   |
| 64   | 5月1日   | 捜査検事・近松茂道                     | 13                                     | 高橋英樹          | -          | 坂上かつえ          | 藤嘉行     | TSP                | 8.6%   |
| 65   | 5月8日   | 刑事ガサ姫 -警視庁特命家宅捜索班-      | 2                                      | 戸田恵子          | -          | 三上幸四郎          | 藤尾隆     | テレパック         | 7.9%   |
| 66   | 5月22日  | 内田康夫サスペンス                     | 2                                      | 遠藤憲一 緑友利恵 | 内田康夫   | 佐伯俊道            | 皆川智之   | G・カンパニー      | 7.7%   |
| 67   | 5月29日  | 立証 離婚弁護士 香月佳美               | 立証 離婚弁護士 香月佳美               | 富田靖子          | 深谷忠記   | 西岡琢也            | 黒沢直輔   | 角川映画           | 7.7%   |
| 68   | 6月5日   | 旅行作家・茶屋次郎                     | 11                                     | 橋爪功            | -          | 長谷川康夫          | 鶴巻日出雄 | オセロット         | 8.6%   |
| 69   | 6月12日  | 鉄道警察官・清村公三郎                 | 10                                     | 小林稔侍          | 島田一男   | 松井信幸            | 吉田啓一郎 | IMAGICA DC21       | 8.5%   |
| 70   | 6月19日  | 監察医・篠宮葉月 死体は語る            | 13                                     | 高島礼子          | -          | 安井国穂            | 児玉宜久   | 角川ヘラルド映画   | 10.6%  |
| 71   | 7月3日   | 不倫調査員・片山由美                   | 13                                     | 池上季実子        | 山村美紗   | 佐伯俊道 田中信哉   | 長尾啓司   | レオナ企画         | 10.1%  |
| 72   | 7月10日  | ガンリキ 警部補・鬼島弥一              | 3                                      | 中村梅雀          | -          | 石原武龍            | 中野昌宏   | G・カンパニー      | 7.7%   |
| 73   | 7月17日  | さすらい署長 風間昭平                  | 10                                     | 北大路欣也        | -          | 尾西兼一            | 金佑彦     | C.A.L              | 7.3%   |
| 74   | 7月24日  | 浅草下町通交番 子連れ巡査の捜査日誌    | 1                                      | 山口智充          | -          | 門馬隆司 安井国穂   | 児玉宜久   | 松竹               | 8.5%   |
| 75   | 8月7日   | 密会の宿                               | 10                                     | 岡江久美子        | 佐野洋     | 待田多香美          | 松本健     | 国際放映           | 6.6%   |
| 76   | 8月21日  | 多摩南署たたき上げ刑事・近松丙吉       | 11                                     | 伊東四朗          | 夏樹静子   | 林誠人              | 白川士     | ザ・ワークス       | 8.2%   |
| 77   | 8月28日  | 葬儀屋松子の事件簿                     | 3                                      | 名取裕子          | -          | 西岡琢也            | 木川学     | 角川映画           | 6.8%   |
| 78   | 9月4日   | 介護ヘルパー紫雨子の事件簿             | 2                                      | 斉藤由貴          | -          | 佐伯俊道            | 藤嘉行     | 仕事               | 7.1%   |
| 79   | 9月18日  | 新・犯罪交渉人ゆり子                   | 新・犯罪交渉人ゆり子                   | 市原悦子          | 毛利元貞   | 西岡琢也            | 黒沢直輔   | トスカドメイン     | 8.2%   |
| 80   | 9月25日  | 検事・沢木正夫                         | 1                                      | 寺脇康文          | 小杉健治   | 林誠人              | 渡邊孝好   | LICRI              | 10.7%  |
| 81   | 10月2日  | 刑事吉永誠一 涙の事件簿                | 12                                     | 船越英一郎        | 黒川博行   | 田子明弘            | 赤羽博     | ホリプロ           | 10.1%  |
| 82   | 10月9日  | 刑事の証明                             | 6                                      | 村上弘明          | 森村誠一   | 入江信吾            | 吉川一義   | 俳優座             | 11.6%  |
| 83   | 10月23日 | 嘘の証明 犯罪心理分析官・梶原圭子      | 3                                      | 片平なぎさ        | -          | 林誠人              | 鈴木浩介   | ホリプロ           | 7.0%   |
| 84   | 10月30日 | 看護婦・戸田鮎子の推理カルテ           | 2                                      | 本仮屋ユイカ      | 山村美紗   | 石原武龍            | 金子与志一 | 泉放送制作         | 6.5%   |
| 85   | 11月6日  | 作家探偵・山村美紗                     | 3                                      | 浅野ゆう子        | 山村美紗   | 佐伯俊道            | 香月秀之   | テレビ東京制作     | 6.5%   |
| 86   | 11月13日 | カメラマン亜愛一郎の迷宮推理           | カメラマン亜愛一郎の迷宮推理           | 市川猿之助        | 泡坂妻夫   | 真柴あずき          | 中前勇児   | ケイファクトリー   | 6.4%   |
| 87   | 11月27日 | 捜査検事・近松茂道                     | 14                                     | 高橋英樹          | -          | 坂上かつえ          | 岡屋龍一   | TSP                | 6.9%   |
| 88   | 12月11日 | 落としの鬼 刑事 澤千夏                 | 2                                      | 泉ピン子          | -          | 洞澤美恵子          | 吉川一義   | The icon           | 7.1%   |
| 89   | 12月18日 | 嫌われ監察官 音無一六                  | 1                                      | 小日向文世        | -          | 酒井直行 牟田桂子   | 倉貫健二郎 | ドリマックス       | 8.0%   |

#### 2014年
| 回数 | 放送日   | タイトル                                      | 話数                              | 主演       | 原作                    | 脚本                  | 監督       | 制作               | 視聴率 |
| ---- | -------- | --------------------------------------------- | --------------------------------- | ---------- | ----------------------- | --------------------- | ---------- | ------------------ | ------ |
| 90   | 1月8日   | 監察医・篠宮葉月 死体は語る                   | 14                                | 高島礼子   | -                       | 安井国穂              | 木川学     | 角川ヘラルド映画   | 5.7%   |
| 91   | 1月15日  | トラベルライター青木亜木子                    | 2                                 | 友近       | 西村京太郎              | 徳永友一              | 鶴巻日出雄 | FINE               | 6.3%   |
| 92   | 1月22日  | 温泉女将ふたりの事件簿                        | 3                                 | 菊川怜     | -                       | 田中孝治              | 池澤辰也   | オスカー           | 7.5%   |
| 93   | 1月29日  | 逆光 保護司・笹本邦明の奔走                   | 逆光 保護司・笹本邦明の奔走       | 橋爪功     | 水上勉                  | 西岡琢也              | 榎戸耕史   | 角川映画           | 7.7%   |
| 94   | 2月5日   | 特命おばさん検事! 花村絢乃の事件ファイル      | 2                                 | 麻生祐未   | -                       | 土屋六郎              | 中前勇児   | Joker              | 7.2%   |
| 95   | 2月19日  | マトリの女 厚生労働省 麻薬取締官              | マトリの女 厚生労働省 麻薬取締官  | 真野あずさ | -                       | 酒井直行              | 長尾啓司   | ホリプロ           | 8.6%   |
| 96   | 3月5日   | レアケース 生活保護課の殺人事件簿             | レアケース 生活保護課の殺人事件簿 | 石塚英彦   | 大門剛明                | 福田卓郎              | 藤尾隆     | テレパック         | 6.2%   |
| 97   | 3月12日  | 葬儀屋松子の事件簿                            | 4                                 | 名取裕子   | -                       | 西岡琢也              | 黒沢直輔   | 角川映画           | 7.7%   |
| 98   | 4月2日   | 駐在刑事                                      | 1                                 | 寺島進     | 笹本稜平                | 石原武龍              | 皆元洋之助 | 東通企画           | 10.2%  |
| 99   | 4月9日   | 刑事の証明                                    | 7                                 | 村上弘明   | 森村誠一                | 土屋保文              | 伊藤寿浩   | 俳優座             | 8.6%   |
| 100  | 4月16日  | 鑑識特捜班・九条礼子〜骨を知る女〜            | 3                                 | 渡辺えり   | -                       | いとう斗士八          | 岩村匡子   | FINE               | 7.6%   |
| 101  | 5月7日   | 刑事の十字架                                  | 刑事の十字架                      | 陣内孝則   | 西川司                  | 鈴木康弘              | 金澤克次   | C.A.L              | 5.6%   |
| 102  | 5月14日  | 刑事長                                        | 2                                 | 中村雅俊   | 姉小路祐                | 田中江里夏            | 金佑彦     | スイート・ベイジル | 5.8%   |
| 103  | 5月21日  | 北海道警事件ファイル 警部補 五条聖子          | 2                                 | 若村麻由美 | -                       | 松井信幸 村川康敏     | 児玉宜久   | アズバーズ         | 7.6%   |
| 104  | 5月28日  | 信州山岳刑事 道原伝吉                         | 2                                 | 松平健     | 梓林太郎                | 安井国穂 末安正子     | 津崎敏喜   | オー・エル・エム   | 7.6%   |
| 105  | 6月4日   | 浅草下町通交番 子連れ巡査の捜査日誌           | 2                                 | 山口智充   | -                       | 門馬隆司 安井国穂     | 児玉宜久   | 松竹               | 6.3%   |
| 106  | 6月11日  | 刑事ガサ姫 -警視庁特命家宅捜索班-             | 3                                 | 戸田恵子   | -                       | 三上幸四郎 谷口純一郎 | 藤尾隆     | テレパック         | 6.4%   |
| 107  | 6月25日  | 永遠の時効                                    | 永遠の時効                        | 中村俊介   | 横山秀夫                | 榎戸耕史              | 窪田信介   | ホリプロ           | 8.6%   |
| 108  | 7月9日   | 日丸教授の事件ノート                          | 2                                 | 小林稔侍   | 佐竹一彦                | 吉川次郎              | 吉田啓一郎 | 松竹               | 6.6%   |
| 109  | 7月23日  | 沖縄リゾート コンシェルジュ具志堅陽子の名推理 | 2                                 | 浅野温子   | -                       | 待田多香美            | 楠田泰之   | 国際放映           | 6.2%   |
| 110  | 7月30日  | みちのく麺食い記者 宮沢賢一郎                 | 3                                 | 髙嶋政宏   | 相場英雄                | 清本由紀              | 金佑彦     | ユニオン映画       | 5.8%   |
| 111  | 8月6日   | 不倫調査員・片山由美                          | 14                                | 池上季実子 | 山村美紗                | 佐伯俊道 梶原阿貴     | 村田忍     | レオナ企画         | 5.7%   |
| 112  | 8月20日  | 多摩南署たたき上げ刑事・近松丙吉              | 12                                | 伊東四朗   | 夏樹静子                | 林誠人                | 白川士     | ザ・ワークス       | 6.6%   |
| 113  | 8月27日  | 監察医・篠宮葉月 死体は語る                   | 15                                | 高島礼子   | -                       | 安井国穂              | 木川学     | 角川ヘラルド映画   | 6.3%   |
| 114  | 9月3日   | 特命おばさん検事! 花村絢乃の事件ファイル      | 3                                 | 麻生祐未   | -                       | 土屋六郎              | 中前勇児   | Joker              | 7.2%   |
| 115  | 9月17日  | 旅行作家・茶屋次郎                            | 12                                | 橋爪功     | -                       | 長谷川康夫            | 鶴巻日出雄 | オセロット         |        |
| 116  | 9月24日  | 金沢のコロンボ                                | 1                                 | 三宅裕司   | -                       | 加藤公平              | 雑賀俊郎   | 泉放送制作         | 8.2%   |
| 117  | 10月1日  | 鉄道警察官・清村公三郎                        | 11                                | 小林稔侍   | 島田一男                | 谷口純一郎            | 吉田啓一郎 | IMAGICA DC21       | 6.4%   |
| 118  | 10月8日  | さすらい署長 風間昭平                         | 11                                | 北大路欣也 | -                       | 小木曽豊斗 鈴木康弘   | 金澤克次   | C.A.L              | 9.0%   |
| 119  | 10月22日 | 刑事の証明                                    | 8                                 | 村上弘明   | 森村誠一                | 入江信吾              | 伊藤寿浩   | 俳優座             | 6.5%   |
| 120  | 10月29日 | 弁護士 水木邦夫 残り火                        | 弁護士 水木邦夫 残り火            | 伊東四朗   | 小杉健治                | 林誠人                | 渡邊孝好   | LICRI              | 6.3%   |
| 121  | 11月5日  | 嫌われ監察官 音無一六                         | 2                                 | 小日向文世 | -                       | いとう斗士八          | 倉貫健二郎 | ドリマックス       | 7.1%   |
| 122  | 11月12日 | ソタイ 組織犯罪対策課                         | 1                                 | 遠藤憲一   | -                       | 佐伯俊道 梶原阿貴     | 皆川智之   | G・カンパニー      | 6.4%   |
| 123  | 11月19日 | ドクターハート 薮田公介の事件カルテ           | 1                                 | 中村梅雀   | -                       | 石原武龍              | 中野昌宏   | G・カンパニー      | 6.8%   |
| 124  | 11月26日 | トカゲの女 警視庁特殊犯罪バイク班             | 1                                 | 黒谷友香   | -                       | 吉川次郎              | 児玉宜久   | ユニオン映画       | 8.4%   |
| 125  | 12月10日 | 罪火                                          | 罪火                              | 名取裕子   | 大門剛明                | 吉田康弘              | 黒沢直輔   | 角川映画           | 5.5%   |
| 126  | 12月17日 | 借王 〜華麗なる借金返済作戦〜                 | 借王 〜華麗なる借金返済作戦〜     | 哀川翔     | 平井りゅうじ 土山しげる | 香月秀之 呑繁         | 香月秀之   | テレビ東京制作     | 3.8%   |
| 127  | 12月24日 | 検事・沢木正夫                                | 2                                 | 寺脇康文   | 小杉健治                | 林誠人                | 渡邊孝好   | LICRI              | 7.7%   |

#### 2015年
| 回数 | 放送日  | タイトル                                 | 話数                              | 主演       | 原作       | 脚本                     | 監督       | 制作             | 視聴率 |
| ---- | ------- | ---------------------------------------- | --------------------------------- | ---------- | ---------- | ------------------------ | ---------- | ---------------- | ------ |
| 128  | 1月14日 | 最強の法廷 裁判官桜子と10人の評決        | 最強の法廷 裁判官桜子と10人の評決 | 財前直見   | -          | 金井寛                   | 皆川智之   | ビデオフォーカス | 5.1%   |
| 129  | 1月21日 | 警視庁特捜対策室 迷宮捜査の女            | 警視庁特捜対策室 迷宮捜査の女     | 菊川怜     | -          | 外村朋子                 | 村松弘之   | オスカー         | 5.8%   |
| 130  | 1月28日 | 負け組法律事務所                         | 負け組法律事務所                  | 石塚英彦   | 大門剛明   | 福田卓郎                 | 藤尾隆     | テレパック       | 5.0%   |
| 131  | 2月4日  | 北海道警事件ファイル 警部補 五条聖子     | 3                                 | 若村麻由美 | -          | 金井寛                   | 児玉宜久   | アズバーズ       | 6.0%   |
| 132  | 2月18日 | 逆転弁護士ヤブハラ                       | 1                                 | 長塚京三   | 夏樹静子   | 久松真一                 | 香月秀之   | テレビ東京制作   | 5.2%   |
| 133  | 2月25日 | 警視庁強行犯係・樋口顕                   | 3                                 | 内藤剛志   | 今野敏     | 窪田信介                 | 松原信吾   | ユニオン映画     | 7.1%   |
| 134  | 3月4日  | 決断                                     | 決断                              | 中村俊介   | 小杉健治   | 林誠人                   | 渡邊孝好   | テレパック       | 4.2%   |
| 135  | 4月1日  | 事故調                                   | 事故調                            | 小澤征悦   | 伊兼源太郎 | ブラジリィー・アン・山田 | 木川学     | 角川映画         | 7.0%   |
| 136  | 4月8日  | 信州山岳刑事 道原伝吉                    | 3                                 | 松平健     | 梓林太郎   | 鈴木康弘                 | 白川士     | オー・エル・エム | 8.2%   |
| 137  | 4月15日 | 駐在刑事                                 | 2                                 | 寺島進     | 笹本稜平   | 石原武龍 早野円          | 皆元洋之助 | 東通企画         | 9.3%   |
| 138  | 4月22日 | 諏訪のスゴ腕警察医                       | 1                                 | 高橋英樹   | -          | 田中孝治                 | 児玉宜久   | TSP              | 6.3%   |
| 139  | 5月13日 | 犯罪科学分析室 電子の標的                | 1                                 | 伊原剛志   | 濱嘉之     | 武井彩                   | 神徳幸治   | FINE             | 7.7%   |
| 140  | 5月20日 | 金沢のコロンボ                           | 2                                 | 三宅裕司   | -          | ひかわかよ               | 雑賀俊郎   | 泉放送制作       | 6.9%   |
| 141  | 6月3日  | 夏樹静子サスペンスシリーズ               | 12                                | 沢口靖子   | 夏樹静子   | 田中孝治                 | 桑島憲司   | 東通企画         | 6.6%   |
| 142  | 6月10日 | 激突! アラフィフ熟女刑事の事件簿         | 激突! アラフィフ熟女刑事の事件簿  | 渡辺えり   | -          | 小林昌                   | 鈴木浩介   | The icon         | 4.4%   |
| 143  | 6月17日 | 黒星警部の密室捜査                       | 黒星警部の密室捜査                | 陣内孝則   | 折原一     | 西森英行                 | 唐木希浩   | C.A.L            | 3.8%   |
| 144  | 7月1日  | 保身                                     | 保身                              | 小泉孝太郎 | 小杉健治   | 深沢正樹                 | 渡邊孝好   | 角川映画         | 4.5%   |
| 145  | 7月8日  | 刑事の証明                               | 9                                 | 村上弘明   | 森村誠一   | 入江信吾                 | 伊藤寿浩   | 俳優座           | 7.2%   |
| 146  | 7月15日 | 北海道警事件ファイル 警部補 五条聖子     | 4                                 | 若村麻由美 | -          | 金井寛                   | 児玉宜久   | アズバーズ       | 5.4%   |
| 147  | 8月5日  | 特命おばさん検事! 花村絢乃の事件ファイル | 4                                 | 麻生祐未   | -          | 土屋六郎                 | 中前勇児   | Joker            | 6.8%   |
| 148  | 8月12日 | トカゲの女 警視庁特殊犯罪バイク班        | 2                                 | 黒谷友香   | -          | 吉川次郎                 | 児玉宜久   | ユニオン映画     | 601%   |
| 149  | 8月19日 | 検事・沢木正夫                           | 3                                 | 寺脇康文   | 小杉健治   | 林誠人                   | 渡邊孝好   | テレパック       | 6.1%   |
| 150  | 8月26日 | 警視庁強行犯係・樋口顕                   | 4                                 | 内藤剛志   | 今野敏     | 窪田信介                 | 松原信吾   | ユニオン映画     | 6.8%   |
| 151  | 9月2日  | 邪魔 〜主婦が堕ちた破滅の道              | 邪魔 〜主婦が堕ちた破滅の道       | 石田ひかり | 奥田英朗   | 金子ありさ               | 白川士     | ザ・ワークス     | 5.0%   |
| 152  | 9月16日 | 駐在刑事                                 | 3                                 | 寺島進     | 笹本稜平   | 田子明弘                 | 皆元洋之助 | 東通企画         | 9.3%   |

### 水曜エンタ・水曜ミステリー9
| 回数 | 放送日         | タイトル                                            | 話数                                                | 主演                | 原作     | 脚本                | 監督       | 制作               | 視聴率 |
| ---- | -------------- | --------------------------------------------------- | --------------------------------------------------- | ------------------- | -------- | ------------------- | ---------- | ------------------ | ------ |
| 153  | 2015年10月7日  | 逆転弁護士ヤブハラ                                  | 2                                                   | 長塚京三            | 夏樹静子 | 久松真一            | 香月秀之   | テレビ東京制作     | 5.5%   |
| 154  | 2015年10月28日 | 信州山岳刑事 道原伝吉                               | 4                                                   | 松平健              | 梓林太郎 | 久松真一            | 村松弘之   | オー・エル・エム   | 5.2%   |
| 155  | 2015年11月4日  | 軽井沢駐在犬日誌                                    | 軽井沢駐在犬日誌                                    | 小林稔侍            | -        | 安井国穂            | 児玉宜久   | 松竹               | 6.4%   |
| 156  | 2015年11月11日 | さすらい署長 風間昭平                               | 12                                                  | 北大路欣也          | -        | 鈴木康弘            | 金澤克次   | C.A.L              | 8.1%   |
| 157  | 2015年12月9日  | お助け司法書士! 会津若松“後妻業”殺人 遺産トラブル編 | お助け司法書士! 会津若松“後妻業”殺人 遺産トラブル編 | 片平なぎさ          | -        | 山岡潤平            | 塚本連平   | ホリプロ           | 4.5%   |
| 158  | 2015年12月23日 | 警視庁特命刑事☆二人                                 | 1                                                   | 松重豊 山本未來     | 佐々木譲 | 安井国穂            | 渡邊孝好   | 泉放送制作         | 9.3%   |
| 159  | 2016年1月6日   | 刑事吉永誠一 涙の事件簿                             | 15                                                  | 船越英一郎          | -        | ひかわかよ          | 赤羽博     | ホリプロ           | 5.8%   |
| 160  | 2016年1月13日  | ドクターハート 薮田公介の事件カルテ                 | 2                                                   | 中村梅雀            | -        | 石原武龍 中村由加里 | 中野昌宏   | G・カンパニー      | 4.0%   |
| 161  | 2016年1月20日  | 旅行作家・茶屋次郎                                  | 13                                                  | 橋爪功              | -        | 田辺満              | 鶴巻日出雄 | オセロット         | 5.4%   |
| 162  | 2016年2月24日  | 嫌われ監察官 音無一六                               | 3                                                   | 小日向文世          | -        | 大浜直樹            | 倉貫健二郎 | ドリマックス       | 6.9%   |
| 163  | 2016年3月13日  | 仮釈放の条件 出口の裁判官 岬真斗香                  | 仮釈放の条件 出口の裁判官 岬真斗香                  | 伊藤蘭              | 姉小路祐 | 土屋保文 蛭田直美   | 金佑彦     | スイート・ベイジル |        |
| 164  | 2016年3月27日  | 犯罪科学分析室 電子の標的                           | 2                                                   | 伊原剛志            | 濱嘉之   | 武井彩              | 神徳幸治   | FINE               | 7.3%   |
| 165  | 2016年4月13日  | ソタイ 組織犯罪対策課                               | 2                                                   | 遠藤憲一            | -        | 佐伯俊道 梶原阿貴   | 皆川智之   | G・カンパニー      | 5.4%   |
| 166  | 2016年4月20日  | マザー・強行犯係の女〜傍聞き〜                      | マザー・強行犯係の女〜傍聞き〜                      | 南果歩              | 長岡弘樹 | 岩村匡子            | 筧昌也     | FINE               | 4.6%   |
| 167  | 2016年5月18日  | 警視庁さくらポリス 最強の姉妹捜査官                 | 警視庁さくらポリス 最強の姉妹捜査官                 | 大塚寧々 浅野ゆう子 | -        | 山岡潤平            | 水村秀雄   | The icon           | 4.4%   |
| 168  | 2016年6月1日   | 共犯 元刑事・永井耕作の誘拐捜査                     | 共犯 元刑事・永井耕作の誘拐捜査                     | 橋爪功              | 深谷忠記 | 西岡琢也            | 黒沢直輔   | 角川大映スタジオ   | 4.9%   |
| 169  | 2016年6月8日   | 諏訪のスゴ腕警察医                                  | 2                                                   | 高橋英樹            | -        | 田中孝治            | 児玉宜久   | TSP                | 5.5%   |
| 170  | 2016年7月6日   | 鎖 女刑事・音道貴子                                 | 鎖 女刑事・音道貴子                                 | 小池栄子            | 乃南アサ | 坂上かつえ          | 児玉宜久   | ユニオン映画       | 6.7%   |
| 171  | 2016年7月13日  | 多摩南署たたき上げ刑事・近松丙吉                    | 13                                                  | 伊東四朗            | 笹沢左保 | 林誠人              | 白川士     | ザ・ワークス       | 6.4%   |
| 172  | 2016年7月20日  | 保険犯罪調査員 佐伯初音 空白の起点                  | 保険犯罪調査員 佐伯初音 空白の起点                  | 松下由樹            | 笹沢左保 | 林誠人              | 塚本連平   | テレパック         | 6.1%   |
| 173  | 2016年8月17日  | 金沢のコロンボ                                      | 3                                                   | 三宅裕司            | -        | 加藤公平            | 雑賀俊郎   | 泉放送制作         | 6.0%   |
| 174  | 2016年9月14日  | 検事・沢木正夫                                      | 4                                                   | 寺脇康文            | 小杉健治 | 川嶋澄乃            | 渡邊孝好   | テレパック         | 5.2%   |
| 175  | 2016年12月14日 | 駐在刑事                                            | 4                                                   | 寺島進              | 笹本稜平 | 田子明弘            | 皆元洋之助 | 東通企画           | 8.6%   |
| 176  | 2016年12月21日 | 警視庁強行犯係・樋口顕                              | 5                                                   | 内藤剛志            | -        | 大石哲也            | 松原信吾   | ユニオン映画       | 8.2%   |
| 177  | 2016年12月25日 | ホテル警備隊 田辺素直                               | ホテル警備隊 田辺素直                               | 田辺誠一            | 都筑道夫 | 小澤俊介            | 中前勇児   | G・カンパニー      |        |
| 178  | 2016年12月28日 | 刑事吉永誠一 涙の事件簿                             | 14                                                  | 船越英一郎          | -        | 田子明弘            | 本橋圭太   | ホリプロ           | 6.0%   |
| 179  | 2017年1月11日  | 特命おばさん検事! 花村絢乃の事件ファイル            | 5                                                   | 麻生祐未            | -        | 土屋六郎 深沢正樹   | 中前勇児   | Joker              |        |
| 180  | 2017年1月18日  | 嫌われ監察官 音無一六                               | 4                                                   | 小日向文世          | -        | 吉本昌弘            | 倉貫健二郎 | ドリマックス       |        |
| 181  | 2017年1月25日  | 警視庁特命刑事☆二人                                 | 2                                                   | 松重豊 山本未來     | 佐々木譲 | 安井国穂            | 渡邊孝好   | 泉放送制作         | 7.5%   |
| 182  | 2017年2月1日   | 犯罪科学分析室 電子の標的                           | 3                                                   | 伊原剛志            | 濱嘉之   | 武井彩 神徳幸治     | 神徳幸治   | FINE               |        |
| 183  | 2017年2月8日   | トカゲの女 警視庁特殊犯罪バイク班                   | 3                                                   | 黒谷友香            | -        | 吉川次郎 安井国穂   | 児玉宜久   | ユニオン映画       |        |
| 184  | 2017年3月5日   | 現ナマ弁護士                                        | 現ナマ弁護士                                        | 余貴美子            | -        | 金谷祐子            | 豊島圭介   | Joker              |        |
| 185  | 2017年3月19日  | 北海道警事件ファイル 警部補 五条聖子                | 5                                                   | 若村麻由美          | -        | 安井国穂            | 児玉宜久   | アズバーズ         |        |
| 186  | 2017年3月26日  | 更生補導員・深津さくら 殺人者の来訪 告解者          | 更生補導員・深津さくら 殺人者の来訪 告解者          | 貫地谷しほり        | -        | 山田耕大            | 君塚匠     | Joker              |        |
| 187  | 2017年5月3日   | さすらい署長 風間昭平                               | 13                                                  | 北大路欣也          | -        | いずみ玲            | 金澤克次   | C.A.L              | 8.2%   |

水曜ミステリー9で放送予定だった、#163、#177、#185、#186、#187は、都合上、日曜ミステリーで放送。

### 水曜ミステリー9終了後に放送した人気シリーズ
| 回数 | 放送日         | タイトル                                 | 話数 | 主演       | 原作     | 脚本                | 監督       | 制作         | 視聴率 |
| ---- | -------------- | ---------------------------------------- | ---- | ---------- | -------- | ------------------- | ---------- | ------------ | ------ |
| 1    | 2017年10月13日 | 駐在刑事                                 | 5    | 寺島進     | 笹本稜平 | 田子明弘            | 皆元洋之助 | 東通企画     |        |
| 2    | 2018年7月6日   | 嫌われ監察官 音無一六                    | 5    | 小日向文世 | -        | 山岡潤平 倉貫健二郎 | 倉貫健二郎 | ドリマックス | 8.0%   |
| 3    | 2018年12月14日 | 警視庁強行犯係・樋口顕                   | 6    | 内藤剛志   | 今野敏   | 大石哲也            | 松原信吾   | ユニオン映画 |        |
| 4    | 2019年11月4日  | さすらい署長 風間昭平                    | 14   | 北大路欣也 | -        | いずみ玲            | 金澤克次   | C.A.L        |        |
| 5    | 2019年12月20日 | 特命おばさん検事! 花村絢乃の事件ファイル | 6    | 麻生祐未   | -        | 深沢正樹            | 中前勇児   | Joker        |        |

## エンディングテーマ

### 第1期（2005年4月 - 2009年3月）
| OA年月                | タイトル             | アーティスト |
| --------------------- | -------------------- | ------------ |
| 2005年4月 - 2006年3月 | 涙の続き             | 華原朋美     |
| 2006年4月             | 恋水 -tears of love- | 島谷ひとみ   |
| 2006年5月 - 2007年3月 | さよなら             | 鈴木雅之     |
| 2007年4月 - 2008年3月 | La VITA              | 小柳ゆき     |
| 2008年4月 - 2009年3月 | 足跡                 | 今井美樹     |

### 第2期（2011年10月 - 2015年9月）
| OA年月                 | タイトル                       | アーティスト         |
| ---------------------- | ------------------------------ | -------------------- |
| 2011年10月 - 2012年3月 | ジャスト・ア・キス〜幸せの予感 | レディ・アンテベラム |
| 2012年4月 - 2012年9月  | こころが                       | 坂本冬美             |
| 2012年10月 - 2013年3月 | Crying                         | スターダストレビュー |
| 2013年4月 - 2013年9月  | 栞（しおり）                   | ジャンク フジヤマ    |
| 2013年10月 - 2014年6月 | 輝く時間（とき）の中で         | 植村花菜             |
| 2014年7月 - 2015年3月  | FLY                            | BoA                  |
| 2015年4月 - 2015年9月  | はじまりのうたが聴こえる       | 華原朋美             |

### 水曜エンタ・水曜ミステリー9（2015年10月 - ）
| OA年月                 | タイトル   | アーティスト |
| ---------------------- | ---------- | ------------ |
| 2015年10月 - 2016年3月 | 月と月     | 城南海       |
| 2016年4月 - 2017年2月  | マスカット | 平原綾香     |

## スタッフ
- チーフプロデューサー：小川治（テレビ東京）、太田哲夫（同）
- プロデューサー：只野研治、橋本かおり、岡部紳二、中川順平、瀧川治水
- 番組デスク：金子正男、矢部歩
- OP音楽：川崎真弘（2005年4月 - 2013年12月）、濱田貴司（2014年1月 - ）

## ネット局
なお、水曜エンタ開始前、すなわち当番組の第1期・第2期は以下の時間帯に新作の放送および再放送が行われていた。

### 新作
- テレビ東京(TX)・テレビ大阪(TVO)・テレビ愛知(TVA)・テレビせとうち(TSC)・テレビ北海道(TVh)・TVQ九州放送(TVQ)・岐阜放送(GBS)[注 7]・びわ湖放送(BBC)・奈良テレビ放送(TVN)[注 8]・テレビ和歌山(WTV)：水曜21:00 - 22:48[注 9]
- BSテレビ東京（旧・BSジャパン）
  - 第1期・水曜シアター9期（サスペンスドラマ回）：『BSミステリー』のタイトルで日曜21:00 - 22:48に放送。当初は地上波より3日早い先行放送であったが、2008年2月以降は4日遅れの放送に変更（ - 2010年3月末）。テレビ東京系列（地上波）で新作の放送がない週（主に『いい旅・夢気分』の拡大スペシャルに伴う休止回）は旧作がノンスポンサー番組『BSミステリーアンコール』として放送されたり、BS側で単独制作されたドキュメンタリー番組の再放送への差し替えが行われていた。また、国政選挙の開票速報（地上波との同時放送）やスポーツ中継などにより1日繰り上げ（日曜→前日の土曜）になる回もあった。
  - 第2期：2012年4月1日より『BSミステリー』のタイトルで新作の放送を再開。当初は放送枠が日曜21:00 - 22:55で固定されていたが、2015年1月〜3月末の期間は、週によっては旧作の再放送が開始時刻を2時間繰り上げて実施されたり、通常は旧作の再放送に割り当てられている『傑作ミステリー』枠で新作が変則的に放送されるなど、内容が流動化。2015年4月の改編で放送枠が従来比2時間繰り上げの日曜19:00 - 20:55に正式に変更された他、編成上の都合で夜間の放送が困難な場合は『傑作ミステリー』でも新作が放送されるようになった。各作品の放送順序がBS独自のものとなっている為、対地上波比の遅れ期間は作品毎に異なる。字幕放送実施・解説放送は実施されない[注 10]。
- 三重テレビ放送（MTV）
  - 第1期：旧『木曜プレミアム』枠（木曜20:00 - 21:50）としてテレビ東京系列で約2年前に放送された作品を時差ネットしていたが、映画放送に伴う休止もあった。
  - 第2期：『サスペンスアワー』枠(火曜20:00 - 21:50)の設置で単発ドラマの定時放送を再開。各作品の放送順序は局独自のものとなっているが概ね半年遅れ。
- 東日本放送（khb・テレビ朝日系列）
  - 第1期：月曜 - 金曜（13:55 - 15:50）の帯枠『午後のワイド劇場』で他局系サスペンス作品と共に放送されていた（放送曜日は不定）。
  - 第2期：月曜 - 金曜（13:45 - 15:38）の帯枠『午後のワイド劇場』第1期と同様で他局系サスペンス作品と共に放送されていた（放送曜日は不定）。
- 岩手朝日テレビ（IAT・テレビ朝日系列）
  - 第1期：月曜 - 金曜（14:00 - 15:55）の帯枠『傑作ワイド劇場』で他局系サスペンス作品と共に放送されていた（放送曜日は不定）。
  - 第2期：金曜（13:50 - 15:44）の帯枠『傑作ワイド劇場』第1期と同様で他局系サスペンス作品と共に放送されていた（放送曜日は不定）。
- 青森テレビ（ATV・TBS系列）
  - 第1期：『土曜ファミリーワイド』（土曜13:00 - 15:00）と『日曜スペシャル』（日曜 14:00 - 16:00）枠で放送。
  - 第2期：○曜スペシャル（月曜 - 金曜14:25 - 16:25）枠で放送、旧『女と愛とミステリー』時代の作品、第1期と同様で『月曜ゴールデン』やフジテレビ連続ドラマの再放送と交互に放送。
- 秋田放送（ABS・日本テレビ系列）
  - 第1期：主に土曜13:00 - 14:55の2時間枠で放送（不定期）。
- 秋田テレビ（AKT・フジテレビ系列）
  - 第1期：『日曜ワイド劇場』（日曜13:00 - 14:55）枠で、秋田県に系列局がないTBSの2時間枠『月曜ゴールデン』のサスペンス作品（邦画回はABSに移動）の合間を縫う形で放送。
  - 第2期：『サタデーセレクション』（土曜12:00 - 13:55）枠で放送。
- 秋田朝日放送（AAB・テレビ朝日系列）
  - 第1期：隔週月曜 - 金曜15:00 - 16:53、および不定期枠の『AABサタデースペシャル』（土曜12:55 - 14:50）で放送。
- ★秋田県では民放全局による並行放送が行われていた。
  - 第2期：『午後ワイド劇場』（隔週金曜13:50 - 15:45）第1期と同様で放送。
- 山形テレビ（YTS・テレビ朝日系列）
  - 第1期：『ドラマどっとcom』（月曜 - 水曜15:00 - 16:55）枠で『土曜ワイド劇場』作品（再放送）と交互に放送。
  - 第2期：2か月遅れで木曜 - 金曜の『ドラマな2時間』第1期と同様で放送。
- テレビユー山形（TUY・TBS系列）
  - 第1期：『きになっちゃう。ドラマBOX』（月曜 - 金曜13:55 - 15:50）枠で『月曜ゴールデン』作品（再放送）と交互に放送。
  - 第2期：『きになっちゃう。ドラマBOX』（月曜 - 木曜13:55 - 15:49）枠で旧『女と愛とミステリー』時代の作品、第1期と同様で『月曜ゴールデン』の作品などの再放送も行っている。
- 福島放送（KFB・テレビ朝日系列）
  - 第1期：2006年より『KFBワイド劇場』枠（平日15:00 - 16:54）で『土曜ワイド劇場』（再放送）の合間を縫う形で時差・再放送されていた。
  - 第2期：『KFBワイド劇場』枠（平日13:50 - 15:48）で『土曜ワイド劇場』（再放送）第1期と同様で時差・再放送されていた。
- 新潟テレビ21（UX・テレビ朝日系列）
  - 第1期：『傑作ワイド』（月曜 - 金曜15:00 - 16:54）と『UXウィークエンドシアター』（土曜13:00 - 14:55）で放送（約3月遅れ）、ただし『土曜ワイド劇場』作品（再放送）に変更される場合もあった。
  - 第2期：『傑作ワイド』（水曜 - 金曜13:50 - 15:42）で放送（約3月遅れ）、ただし『土曜ワイド劇場』第1期と同様で作品（再放送）に変更される場合もあった。
- 長野放送（NBS・フジテレビ系列）
  - 第1期：『NBSアフタヌーンブレイク』（金曜14:05 - 16:00）で不定期に放送、『金曜プレステージ』の作品などの再放送も行っている。
- 長野朝日放送（abn・テレビ朝日系列）
  - 第1期：『abn午後の劇場』（平日15:00 - 16:54）や『abnスペシャル』（土曜13:00 - 15:00）枠などで『旧女と愛とミステリー』時代の作品と共に不定期放送。
- ★長野県でも2局による並行放送が行われていた。
  - 第2期：『abn午後の劇場』（平日13:54 - 15:48）や『abnスペシャル』（土曜12:55 - 14:55）枠など第1期と同様で『旧女と愛とミステリー』時代の作品と共に不定期放送。
- 静岡朝日テレビ（SATV・テレビ朝日系列）
  - 第1期：『傑作ワイド劇場』（月曜 - 金曜13:50 - 15:47）と『土曜ドラマスペシャル』（土曜12:30 - 14:25）の両枠で放送。TXNでの放送順序にほぼ沿う形で放送されていたが、すでに放送済みの回や『土曜ワイド劇場』作品などの再放送を挟む事もあった。
  - 第2期：『傑作ワイド劇場』（月曜 - 金曜13:49 - 15:43）と『土曜スペシャル』（土曜13:30 - 15:25）の両枠で放送。TXNでの放送順序にほぼ沿う形で放送されていたが、すでに放送済みの回や第1期と同様で『土曜ワイド劇場』作品などの再放送を挟む事もあった。
- 富山テレビ放送（BBT・フジテレビ系列）
  - 第1期：不定期放送。
  - 第2期：不定期放送。
- 石川テレビ放送（ITC・フジテレビ系列）
  - 第1期：『サタ☆ドラ』として放送されていたが、TXNでの放送順序とは必ずしも一致しておらず、不定期に休止が入る事もあった。
  - 第2期：『ごご☆プレ』や『サタ☆ドラ』として放送されていたが、TXNでの放送順序とは必ずしも一致しておらず、『金曜プレステージ』の作品などの再放送も行っている。
- 北陸朝日放送（HAB・テレビ朝日系列）
  - 第1期：『お昼の傑作ワイド』（平日15:00 - 16:50）枠で旧『女と愛とミステリー』時代の作品と共に過去に一度同じITCで放送されたものが不定期に放送されていた。
  - 第2期：『お昼の傑作ワイド』（平日13:50 - 15:43）枠で旧『女と愛とミステリー』時代の作品、第1期と同様で『土曜ワイド劇場』の作品などの再放送も行っている。
- 北陸放送（MRO・TBS系列）
  - 第2期：『傑作劇場』として放送されているが、TXNでの放送順序とは必ずしも一致しておらず、『月曜ゴールデン』の作品などの再放送も行っている。
- 山陰放送（BSS・TBS系列）
  - 第1期：『BSSアフタヌーンスペシャル』枠で放送されていたが、2009年4月より毎日放送制作の『ちちんぷいぷい』がネットされる事になり、同番組の放送枠が原則1時間（水曜 - 金曜15:55 - 16:54）に短縮されたため、以後2時間ドラマの放送は不定期に移行された。
  - 第2期：『サタデースペシャル』（土曜14:00 - 16:00）と『サンデースペシャル』（日曜14:00 - 16:00）で放送されていた（1か月遅れ）。
- 広島ホームテレビ（HOME・テレビ朝日系列）
  - 第1期：『HOMEドラマシティ』（月曜 - 金曜13:55 - 15:50）でTXN比で数週遅れの時差放送が実施されていた。『土曜ワイド劇場』作品・権利切れの他局系単発ドラマ・『旧女と愛とミステリー』作品などの再放送もあったため、曜日は不定でオープニングもカットされていた。
  - 第2期：『HOMEドラマシティ』（月曜 - 金曜13:50 - 15:43）枠にて開始。第1期および（サスペンス番組としての）『水曜シアター9』作品と同様に曜日は不定。
- 中国放送（RCC・TBS系列）
  - 第1期：松本清張特別企画「強き蟻」（2006年の放送時間拡大SP）のみ放送。
- 山口朝日放送（yab・テレビ朝日系列）
  - 第1期：『yabシアター2』（月曜 - 金曜14:00 - 15:49）で『土曜ワイド劇場』作品（再放送）の合間を縫う形で放送（曜日は不定）。
  - 第2期：『yabシアター2』（月曜 - 金曜13:50 - 15:45）で放送。第1期と同様で『土曜ワイド劇場』作品（再放送）の合間を縫う形で放送（曜日は不定）。
- あいテレビ（itv・TBS系列）
  - 第1期：週末午後のローカルセールス枠で（対TXN比で数週 - 1か月前後の遅れ）。スポーツ中継や自系列の番組（主に再放送）などにより数週に渡って放送が中断する事もあったが、集中放送（土日連続または2作品を同日に放送）や『ITVドラマセレクション』枠（平日14時からの2時間枠）への振り替えが後日実施されていたため、遅れが極端に拡大する事は少なかった。オープニングの扱い（カットを入れるタイミング）は作品により異なる。アップコンバート放送（4:3のSD画質）。
  - 第2期：通常は『itvドラマセレクション』で『県内初登場!2時間サスペンス』に枠名を差し替えの上、1 - 2か月に1回程度2 - 5作品をまとめて（ベルトで）放送。故に対TXN比での時差が10日前後（ほぼ同時期）にまで縮小する作品もある。
- 愛媛朝日テレビ（eat・テレビ朝日系列）
  - 第1期：『午後の劇場』（平日14:00 - ）で『土曜ワイド劇場』やテレビ朝日連続ドラマの再放送、著作権が制作会社に移行した旧『女と愛とミステリー』作品などと共に放送していたが、放送曜日は不定だった。
  - 第2期：『午後の劇場』（平日13:45 - ）第1期と同様で『土曜ワイド劇場』やテレビ朝日連続ドラマの再放送、放送曜日は不定だった。
- 大分放送（OBS・TBS系列）
  - 第1期：ごく稀だが週末の午後などに放送される事があった。ただし、2007年以降、テレビ東京バラエティ番組のディレイが増加した事（土曜日）や、読売テレビ制作の『たかじんのそこまで言って委員会』の同時放送開始（日曜）により2時間枠の確保が困難になり、ほとんど放送されていなかった。
- 大分朝日放送（OAB・テレビ朝日系列）
  - 第1期：放送枠の廃止で遅れネットを打ち切ったOBSに代わり、『傑作ワイド劇場』（平日14:00 - ）で『土曜ワイド劇場』やテレビ朝日連続ドラマの再放送、著作権が制作会社に移行した旧『火曜サスペンス劇場』作品などと共に放送していたが、放送曜日は不定だった。
  - 第2期：『傑作ワイド劇場』（平日13:54 - ）第1期と同様で『土曜ワイド劇場』やテレビ朝日連続ドラマの再放送、放送曜日は不定だった。
- テレビ熊本（TKU・フジテレビ系列）
  - 第1期：『サタデースペシャル』（土曜13:00 - ）で放送されていた（1か月遅れ）。
- 熊本朝日放送（KAB・テレビ朝日系列）
  - 第1期：『午後セレクション』（平日14:00 - ）で『土曜ワイド劇場』やテレビ朝日連続ドラマの再放送、著作権が制作会社に移行した旧『女と愛とミステリー』作品などと共に放送していたが、放送曜日は不定だった。
  - 第2期：『KAB名作ドラマシリーズ』（平日13:54 - ）第1期と同様で『土曜ワイド劇場』やテレビ朝日連続ドラマの再放送、放送曜日は不定だった。
- 長崎文化放送（NCC・テレビ朝日系列）
  - 第1期：『日替わり劇場』（平日15:00 - ）で『土曜ワイド劇場』やテレビ朝日連続ドラマの再放送、著作権が制作会社に移行した旧『女と愛とミステリー』作品などと共に放送していたが、放送曜日は不定だった。
  - 第2期：『日替わり劇場』（平日13:49 - ）第1期と同様で『土曜ワイド劇場』やテレビ朝日連続ドラマの再放送、放送曜日は不定だった。
- 鹿児島放送（KKB・テレビ朝日系列）
  - 第1期：『傑作劇場』（平日14:00 - ）で『土曜ワイド劇場』やテレビ朝日連続ドラマの再放送、著作権が制作会社に移行した旧『女と愛とミステリー』作品などと共に放送していたが、放送曜日は不定だった。
  - 第2期：『ひる☆スぺ』（平日14:44 - ）第1期と同様で『土曜ワイド劇場』やテレビ朝日連続ドラマの再放送、放送曜日は不定だった。
- 琉球朝日放送（QAB・テレビ朝日系列）
  - 第1期：○曜サスペンス（平日15:00 - ）で新作や過去の作品を「沖縄初放送作品」と銘打ち放送する（不定期）。
  - 第2期：土曜ワイド劇場再放送枠（平日14:20 - ）で新作や過去の作品を「沖縄初放送作品」と銘打ち放送する（不定期）。
- 琉球放送（RBC・TBS系列）
  - 第2期：月曜ゴールデン再放送（枠そのものが不定期。主に木曜14:55 - ）で放送

ドラマ番組に限らず、系列外・県域局共に、テレビ東京系列からの番組購入を控え、調達コストが割安な自系列番組（再放送）や海外作品、番組著作権が制作会社に移行した旧作ドラマなどで代替するケースが増えている為、BSジャパンでの時差放送を一時的に保留したのにも拘らず（第2期 - ）、第1期および（サスペンス番組としての）旧『水曜シアター9』時代に比べ、ネット局の数は大幅に減少している。加えて、日中の再放送枠を新作ドラマ(自系列)を宣伝する為の媒体と見なしている放送局が増えている事もこの傾向に拍車をかけている。

### 再放送
- テレビ東京『日曜ミステリー』（日曜14:00 - 16:00）／『傑作ミステリー』（金曜13:25 - 15:20）
  - 定時の再放送枠は当初日曜日のみ（週1回）であったが、後に『午後のロードショー』が休止扱いになる祝日に放送されていた『傑作ミステリー』をレギュラー化。しかし、2015年春の改編で『午後のロードショー金曜版』が新設された為、同年4月以降は週1回に減枠。日曜日は在宅率が高い事もあり、日中の時間帯であるのにも関わらず、初回放送時と比べても遜色ない視聴率を維持し、週によっては現水曜21時枠で放送中の新作より高い視聴率を記録する事がある。字幕放送・解説放送（不定期）。
  - 出演者の逝去に伴う追悼特別番組と称して、故人の遺作となった作品が急遽再放送される事もある(藤田まこと・地井武男他)が、2011年4月24日放送分の『日曜ビッグバラエティ』枠では、同月21日に急逝した田中好子が2005年に主演した『二つの嘘』が当初の予定を変更する形で特別放送されている。2016年以降、年に1〜2回『日曜ミステリー』の時間に新作が放送されている。
  - プロ野球中継（『ALWAYS Baseball』）放送に伴い、休止となる週もある[12]。
- BSテレビ東京「ザ・ミステリー」（月曜 - 金曜12:56 - 14:56、2016年4月 - ）／「土曜お昼のミステリー」（土曜11:30 - 13:30、2015年4月 - ）/「傑作ミステリー」（日曜12:00 - 14:00、2012年10月 - 、不定期に新作も）/「BSミステリー特別企画」（日曜19:00 - 、2015年1月 - 。新作の合間を縫う形で不定期に実施）／モーニングミステリー」（月曜 - 金曜9:07 - 11:04、2023年6月 - ）：第1期中は契約上の都合で初回放送から1年半未満の作品のみが再放送されていたが、持株会社制（テレビ東京ホールディングスを参照）への移行で、再放送時の権利手続きが地上波のそれに準ずる形で処理できるようになった2010年10月からは、旧女と愛とミステリー時代の作品も含めた再放送に変更された。字幕放送実施・解説放送は実施されない[注 11]。ドラマ以外の特別番組や通販番組が編成される週もある。
- テレビ大阪「午後のサスペンス」（月曜 - 金曜12:43 - 14:39）／「土曜サスペンスドラマ」（土曜14:00 - 15:55）：字幕放送・解説放送（不定期）を実施。
- テレビ愛知「午後のサスペンス」（月曜 - 金曜13:30 - 15:29）：字幕放送・解説放送（不定期）を実施。
- テレビせとうち「午後のランチタイム」（月曜 - 金曜12:00 - 13:55）：字幕放送はなし。
- テレビ北海道「tvhセレクション」（月曜 - 金曜12:30 - 14:25）：月・火(他系列作品) / 水・木・金(テレビ東京水曜21時枠作品の再放送)）：字幕放送はなし。
- TVQ九州放送「午後のロードショー」（月曜 - 金曜13:00 - 15:00）：字幕放送はなし。

テレビ東京とBSテレビ東京（共に再放送は自系列作品のみ）を除く5局では、キー局（テレビ東京）が2時間サスペンスドラマの放送を定時化する2001年1月以前より先発各局の旧作ドラマを日中のローカルセールス枠で再放送していたが、近年は自系列作品のストック化が進んでいる事に加え、「権利切れ作品」を最も多く供給していた日本テレビが定時の単発ドラマ枠(旧火曜21時枠)を2007年3月末を以て廃止した事なども重なり、テレビせとうちの様に週によっては自系列作品を集中放送するケースも増えている。